# Втрати російської армії під час вторгнення в Україну

## Втрати авіації

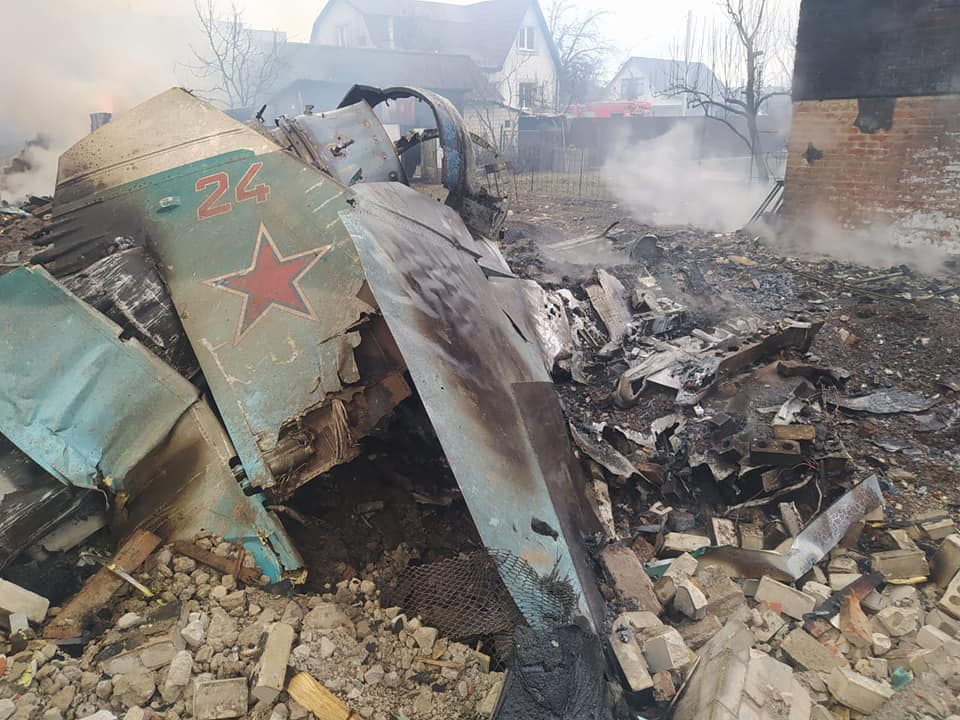
збитий Су-34 5 березня в Чернігові
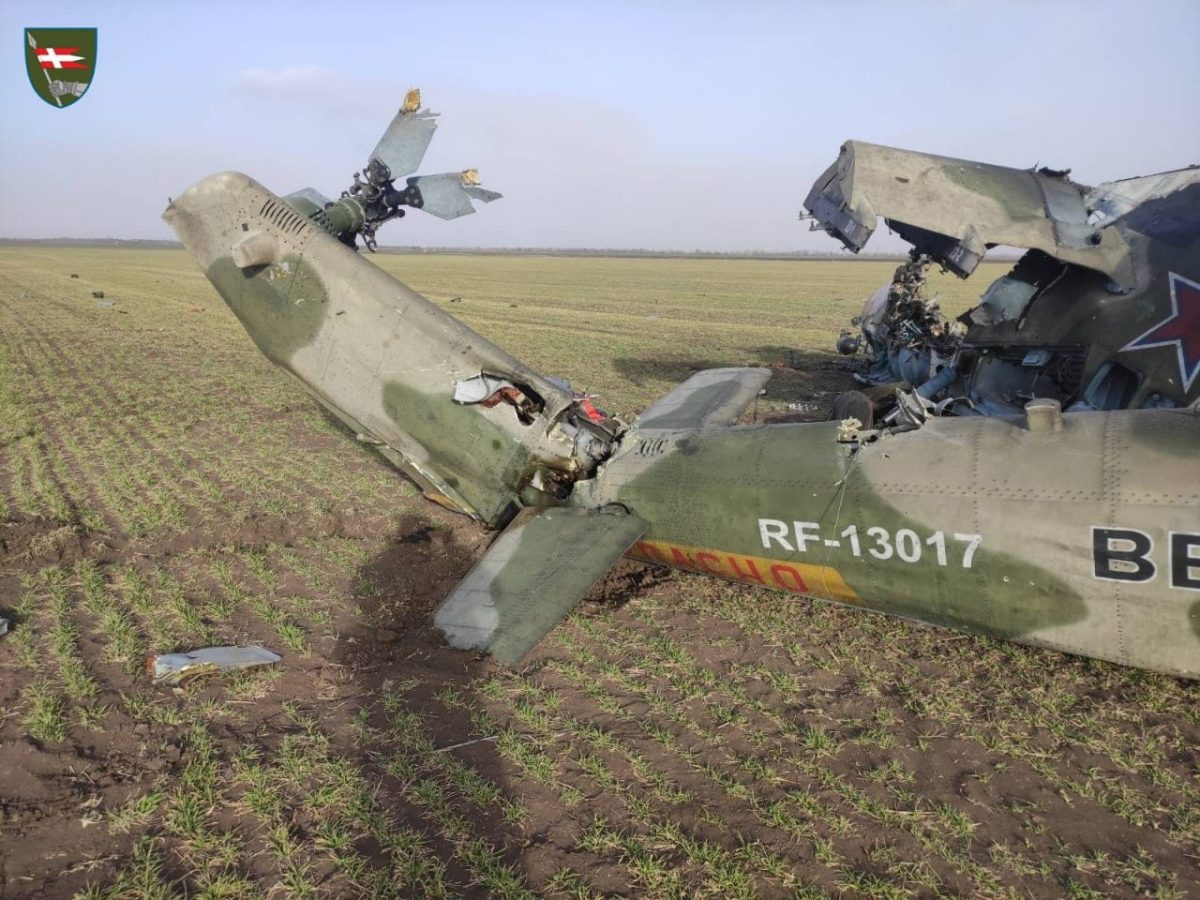
збитий Мі-35М на Миколаївщині
- ураження Ка-52 із ПТРК Стугна-П
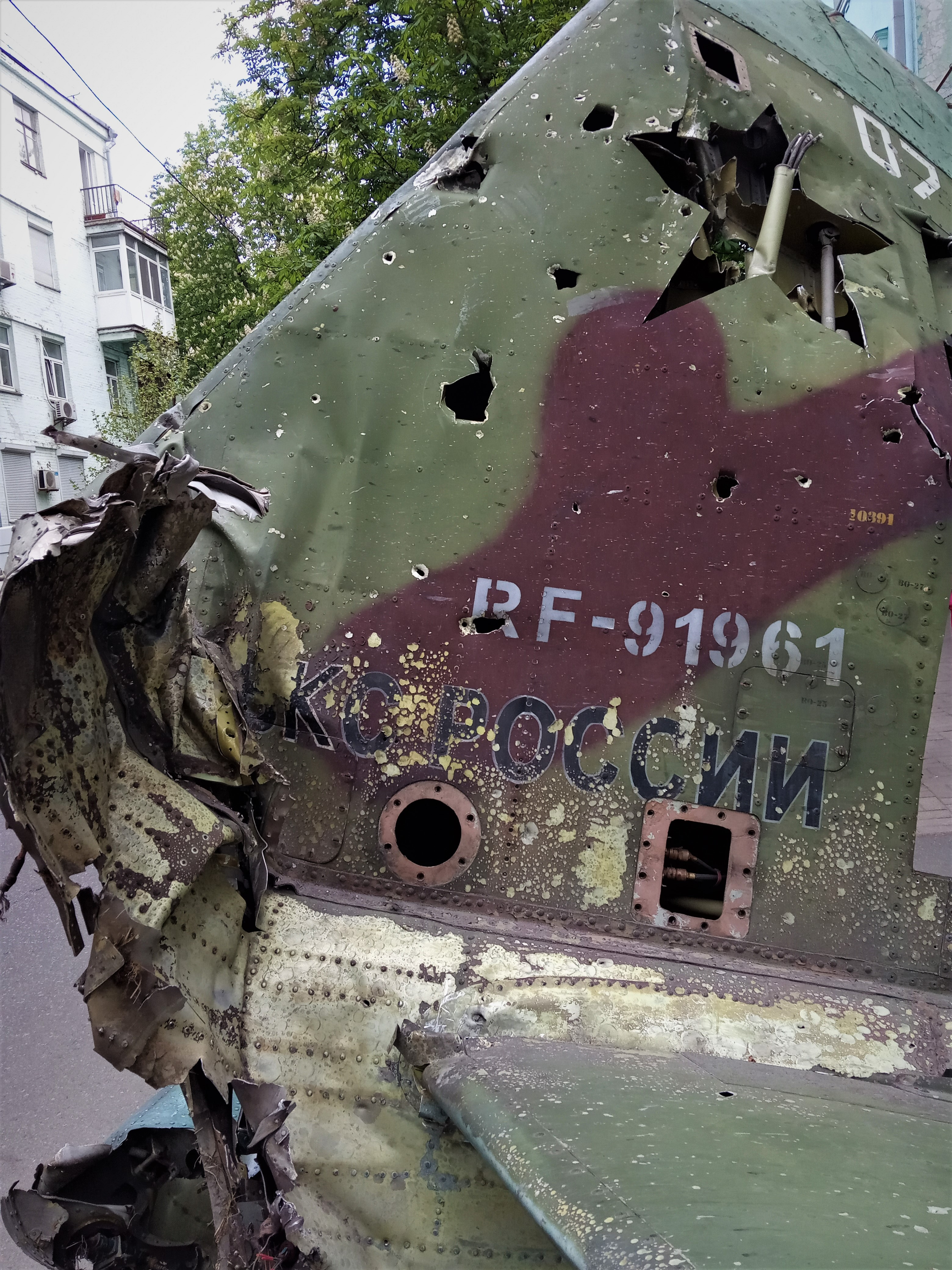
уламок російського Су-25
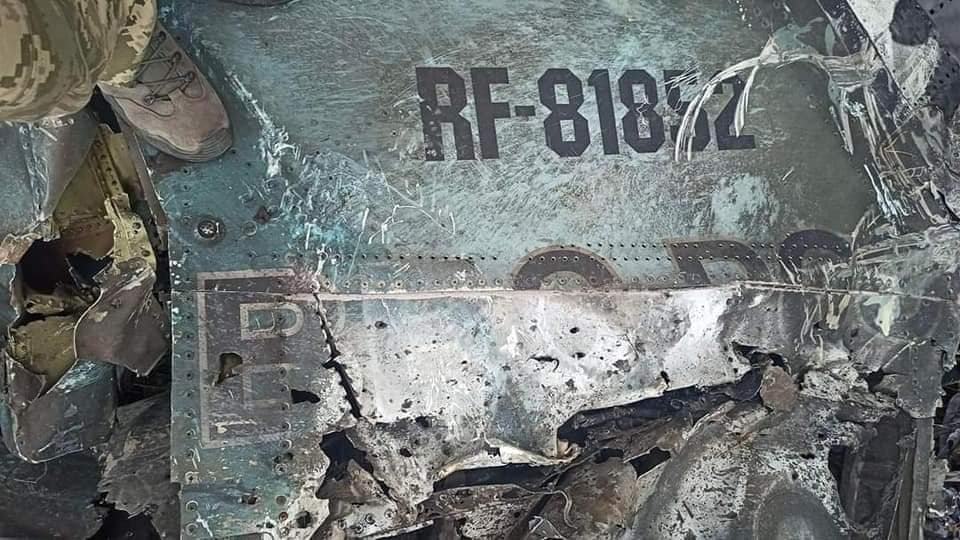
уламок російського Су-25 під час боїв за Лиман

Станом на серпень 2025 року зафіксовано 360 втрачених літаків та гелікоптерів про які відомо з відкритих джерел інформації, що належали російським силовим відомствам та терористичним організаціям (у тому числі за межами території бойових дій). З них: літаків — 189, гелікоптерів — 170, тип не встановлено — 1.
Згідно з Oryxspioenkop (без урахування випадків за межами території бойових дій) на 20 березня 2025 року зафіксовано 136 втрачених та пошкоджених літаків, 152 гелікоптери, а також 593 БпЛА оперативно-тактичного рівня.
Згідно з Warspotting (без урахування випадків за межами території бойових дій) на 20 березня 2025 року зафіксовано 102 втрачених та пошкоджених літаки, 122 гелікоптери, а також 592 БпЛА оперативно-тактичного рівня.
Згідно даних Генерального штабу Збройних сил України про втрати ворога, на 20 серпня 2025 року відомо про 422 уражені літаки, 340 гелікоптерів, 3 565 крилатих ракет та 52 154 БпЛА оперативно-тактичного рівня.

Станом на 10 листопада 2023 року відомо про щонайменше 197 загиблих пілотів.

## Втрати сухопутної військової техніки
Відповідно до даних підрахунків візуально підтверджених втрат згідно з Oryxspioenkop, загальні бойові втрати ворога з 24 лютого 2022 по 20 березня 2025 року склали 20 805 одиниць втраченої техніки, а саме: танків — 3 812, бойових броньованих машин — 8 290, бронемашин управління — 300, інженерної техніки — 630, причіпних артилерійських систем — 458, самохідних артилерійських систем — 898, РСЗВ – 472, засобів ППО — 394, автомобільної техніки та автоцистерн – 3 785, спеціальної техніки (радарів, РЕБ) — 183.

### Артилерія

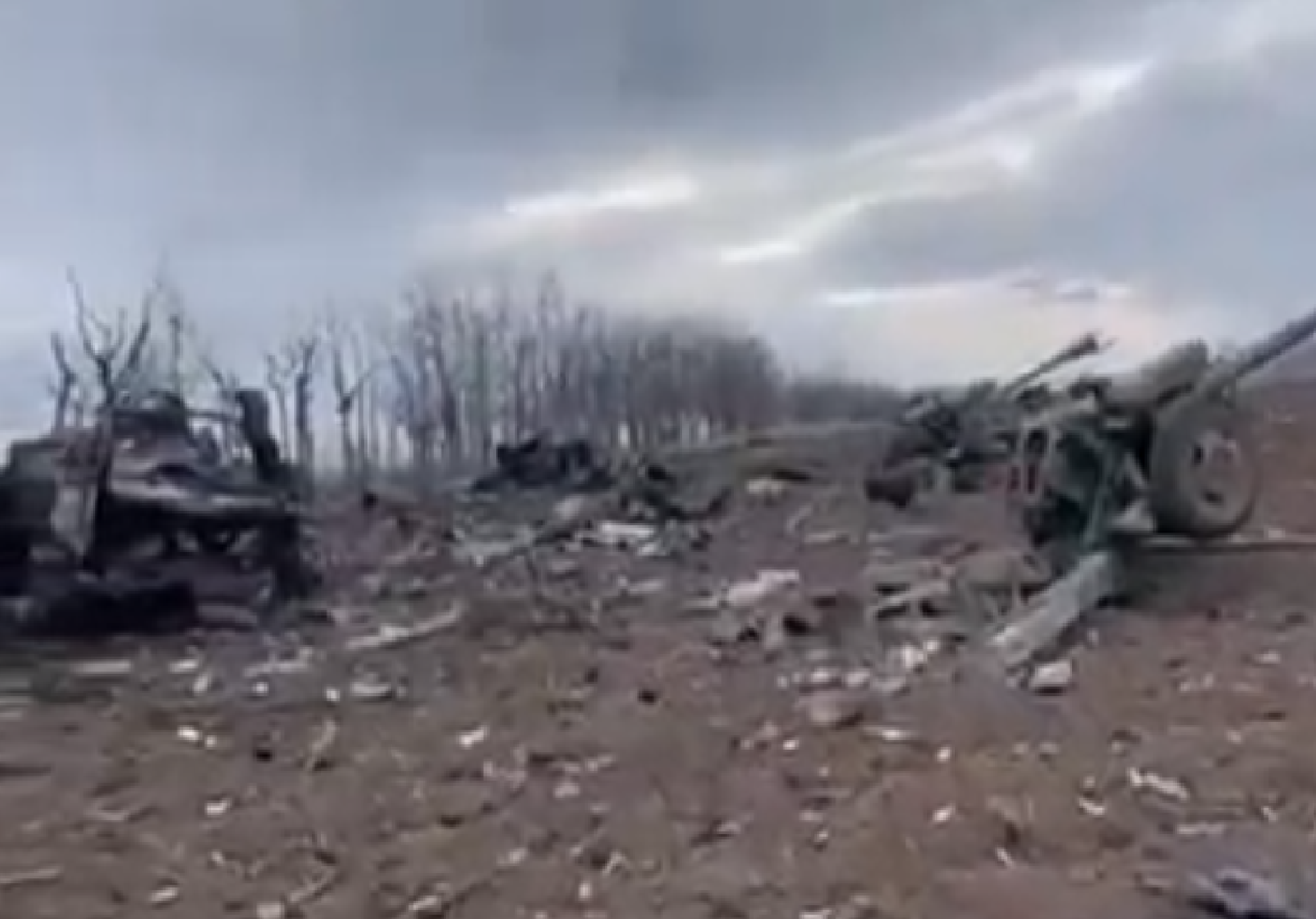
позиція російської ствольної артилерії, знищена на початку березня 2022
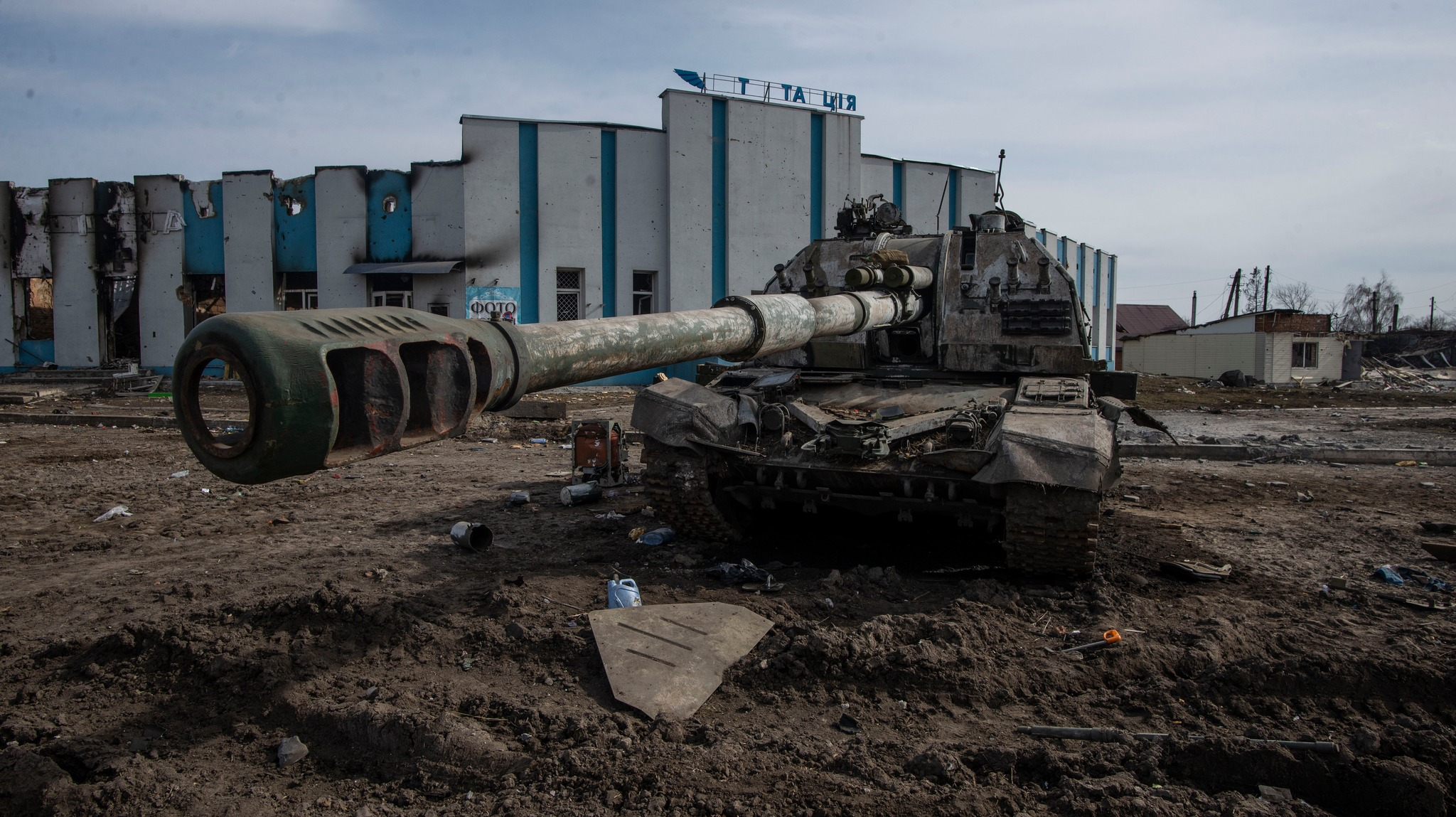
Знищена російська САУ 2С19 «Мста-С» під час боїв за Тростянець
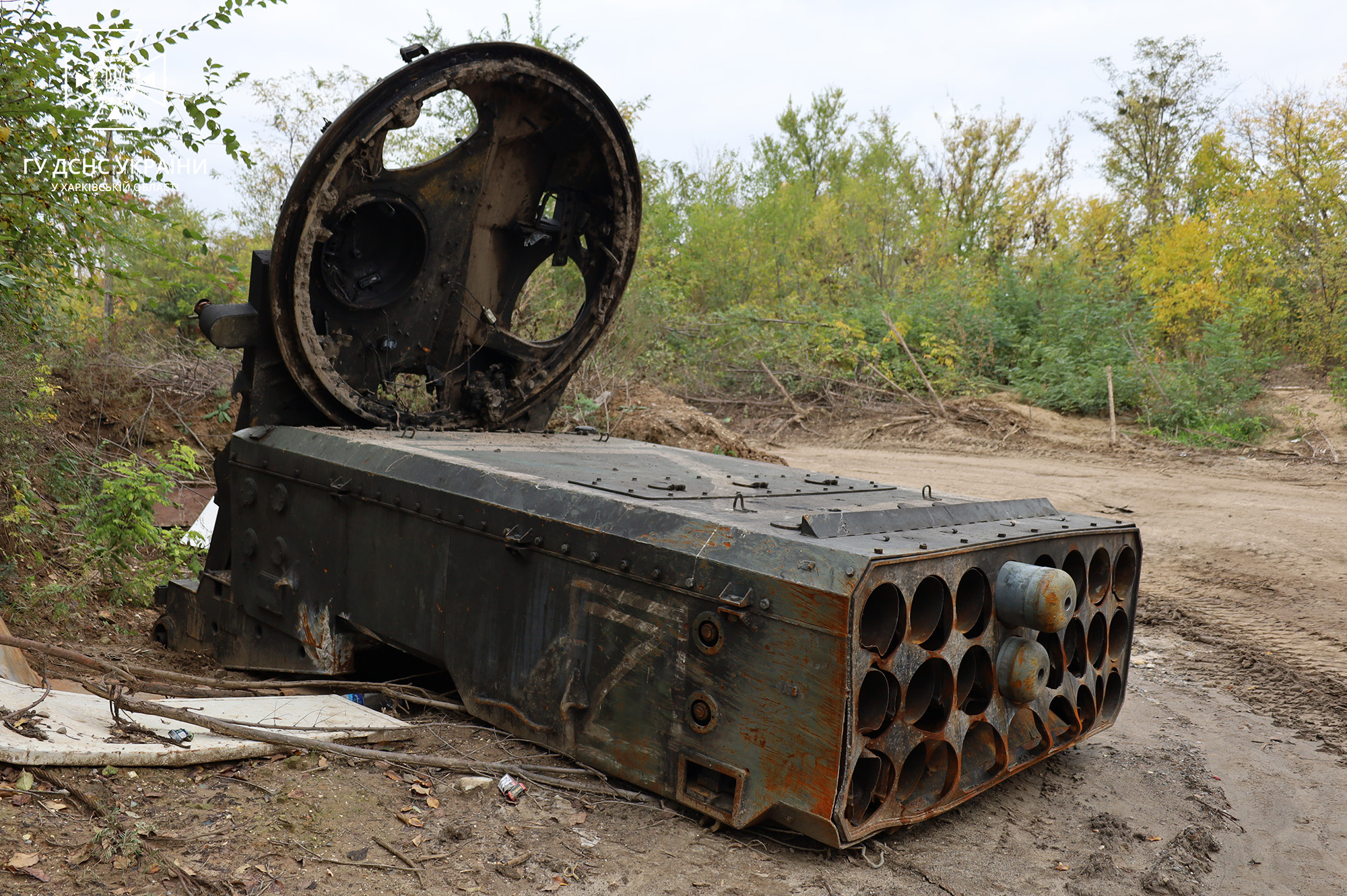
Рештки російської ТОС-1А «Солнцепьок» в Ізюмі
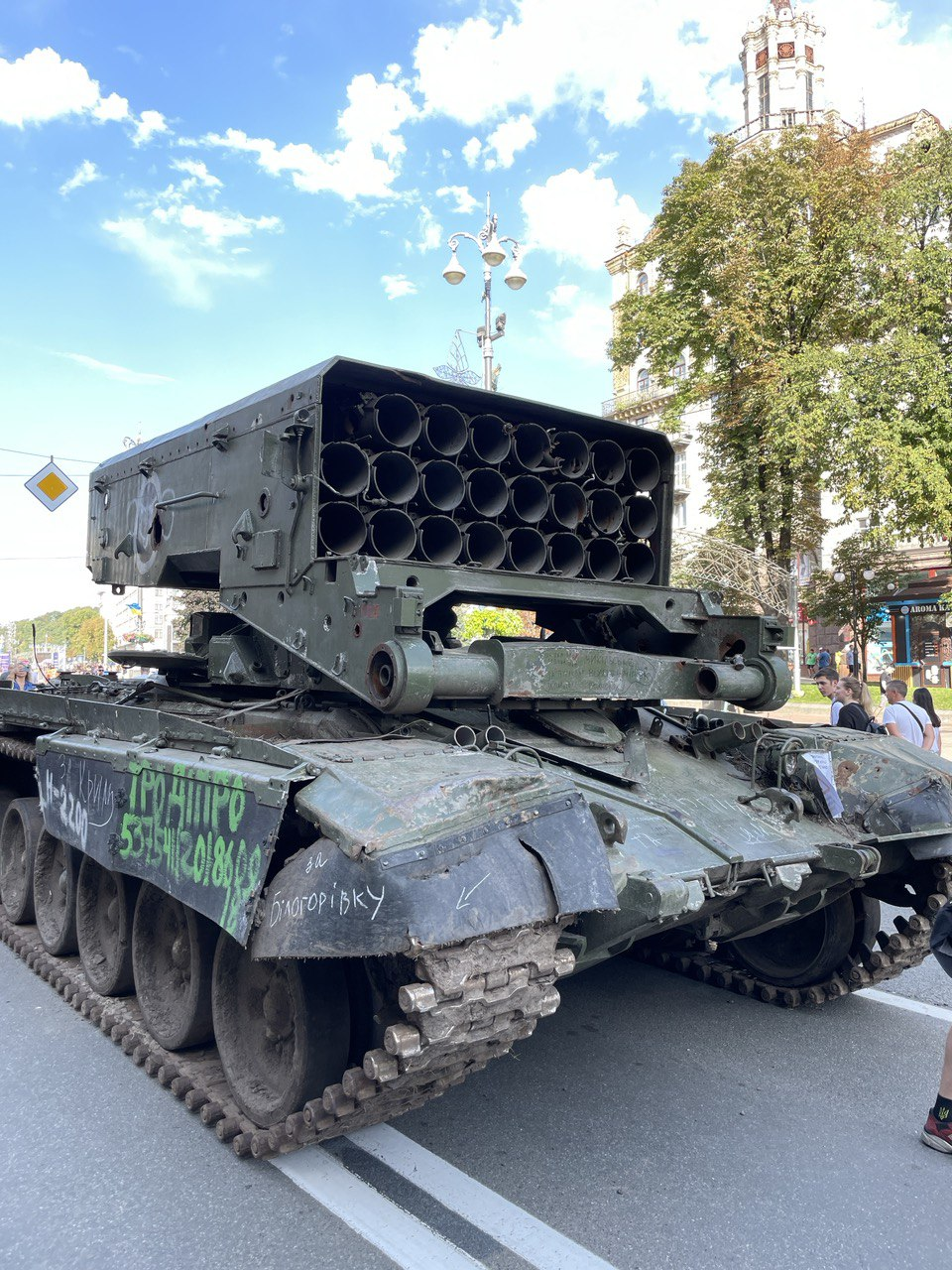
Захоплена ТОС-1А «Солнцепьок» у Києві на Хрещатику
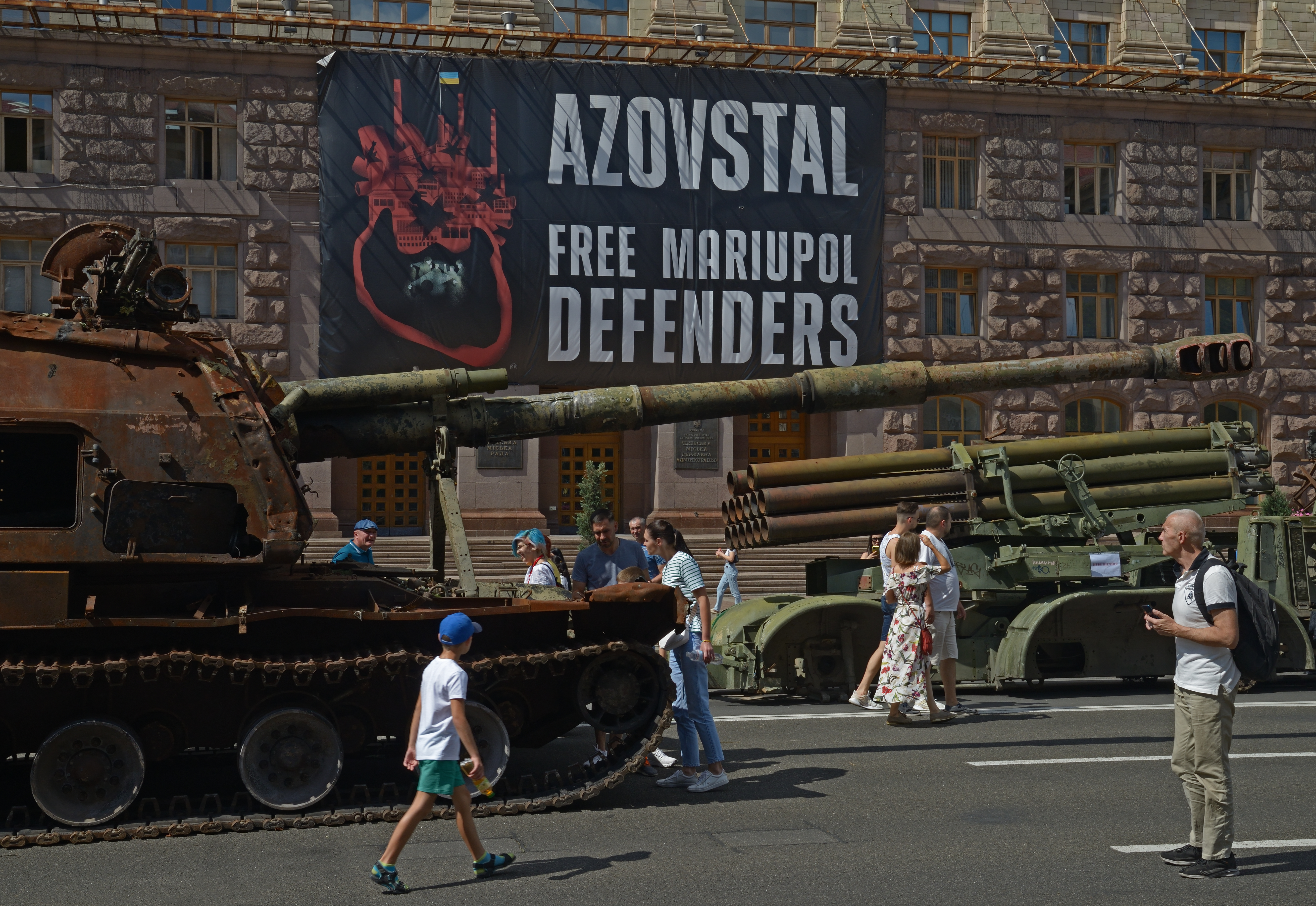
виставлена захоплена і знищена російська артилерія на Хрещатику
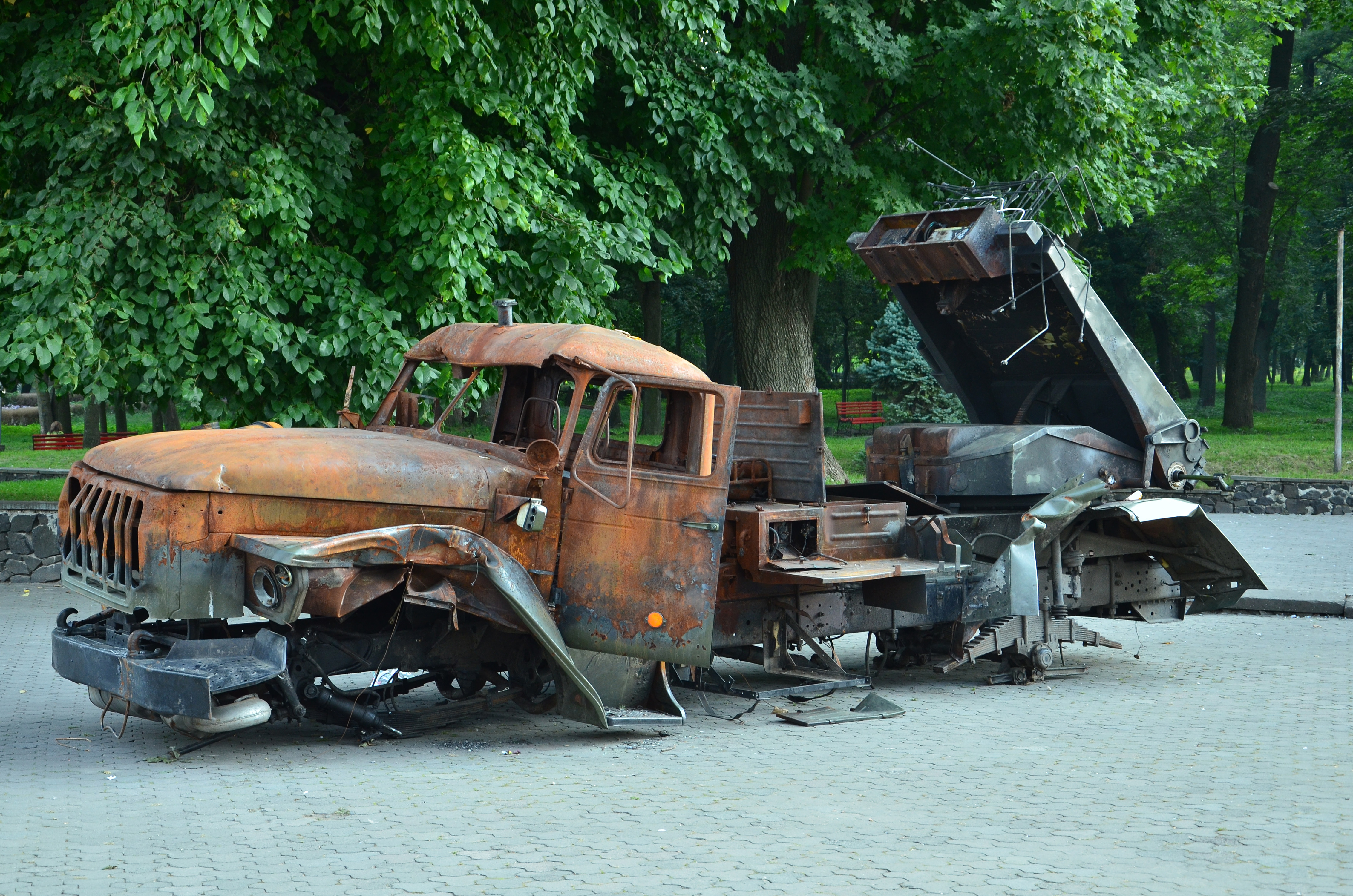
знищений російський БМ-21 «Град», виставлений у центрі Тернополя

Станом на 08.01.25 задокументовано 1 243 втрачених одиниць артилерії:

#### Причіпна артилерія
| назва                            | тип                                     | к-ть | подробиці |
| -------------------------------- | --------------------------------------- | ---- | --------- |
| 2А65 «Мста-Б»                    | 152-мм причіпна гаубиця                 | 122  | —         |
| 2А18 Д-30                        | 122-мм причіпна гаубиця                 | 112  | —         |
| 2А36 «Гіацинт-Б»                 | 152-мм причіпна гармата                 | 53   | —         |
| Д-20                             | 152-мм причіпна гармата-гаубиця         | 45   | —         |
| МТ-12 «Рапіра»                   | 100-мм протитанкова гармата             | 38   | —         |
| 2Б9 «Васильок»                   | 82-мм автоматичний міномет              | 21   | —         |
| 2Б16 «Нона-К»                    | 120-мм причіпна артилерійська установка | 14   | —         |
| М-46                             | 130-мм гармата                          | 1    | —         |
| М-30                             | 122-мм гаубиця                          | 1    | —         |
| невстановлена причіпна артилерія | невстановлена причіпна артилерія        | 14   | —         |
|                                  |                                         |      |           |
| всього:                          | всього:                                 | 421  | —         |

#### Самохідна артилерія
| назва                             | тип                                      | к-ть | подробиці |
| --------------------------------- | ---------------------------------------- | ---- | --------- |
| 2С19 «Мста-С»                     | 152-мм самохідна гаубиця                 | 225  | —         |
| 2С3 «Акація»                      | 152-мм самохідна гаубиця                 | 176  | —         |
| 2С1 «Гвоздика»                    | 122-мм самохідна гаубиця                 | 140  | —         |
| 2С5 «Гіацинт-С»                   | 152-мм корпусна самохідна гармата        | 79   | —         |
| 2С9 «Нона»                        | 120-мм самохідна артилерійська установка | 72   | —         |
| 2С4 «Тюльпан»                     | 240-мм самохідний міномет                | 55   | —         |
| 2С33 «Мста-СМ2»                   | 152-мм самохідна гаубиця                 | 51   | —         |
| 2С7 «Піон»/2С7М «Малка»           | 203-мм самохідна артилерійська установка | 31   | —         |
| 2С23 «Нона-СВК»                   | 120-мм самохідна артилерійська установка | 8    | —         |
| 2С34 «Хоста»                      | 120-мм самохідна артилерійська установка | 4    | —         |
| невстановлена самохідна артилерія | невстановлена самохідна артилерія        | 22   | —         |
|                                   |                                          |      |           |
| всього:                           | всього:                                  | 863  | —         |

#### Реактивні системи залпового вогню
| назва              | тип                | к-ть | подробиці                                             |
| ------------------ | ------------------ | ---- | ----------------------------------------------------- |
| БМ-21 «Град»       | 122-мм РСЗВ        | 296  | 262 БМ-21 «Град», 29 9К55 «Град-1» та 5 2Б26 «Град-К» |
| БМ-27 «Ураган»     | 220-мм РСЗВ        | 91   | —                                                     |
| ТОС-1А             | вогнеметна РСЗВ    | 30   | —                                                     |
| 9К51М «Торнадо-Г»  | 122-мм РСЗВ        | 20   | —                                                     |
| БМ-30 «Смерч»      | 300-мм РСЗВ        | 2    | —                                                     |
| невстановлена РСЗВ | невстановлена РСЗВ | 10   | —                                                     |
|                    |                    |      |                                                       |
| всього:            | всього:            | 449  | —                                                     |

### Танки

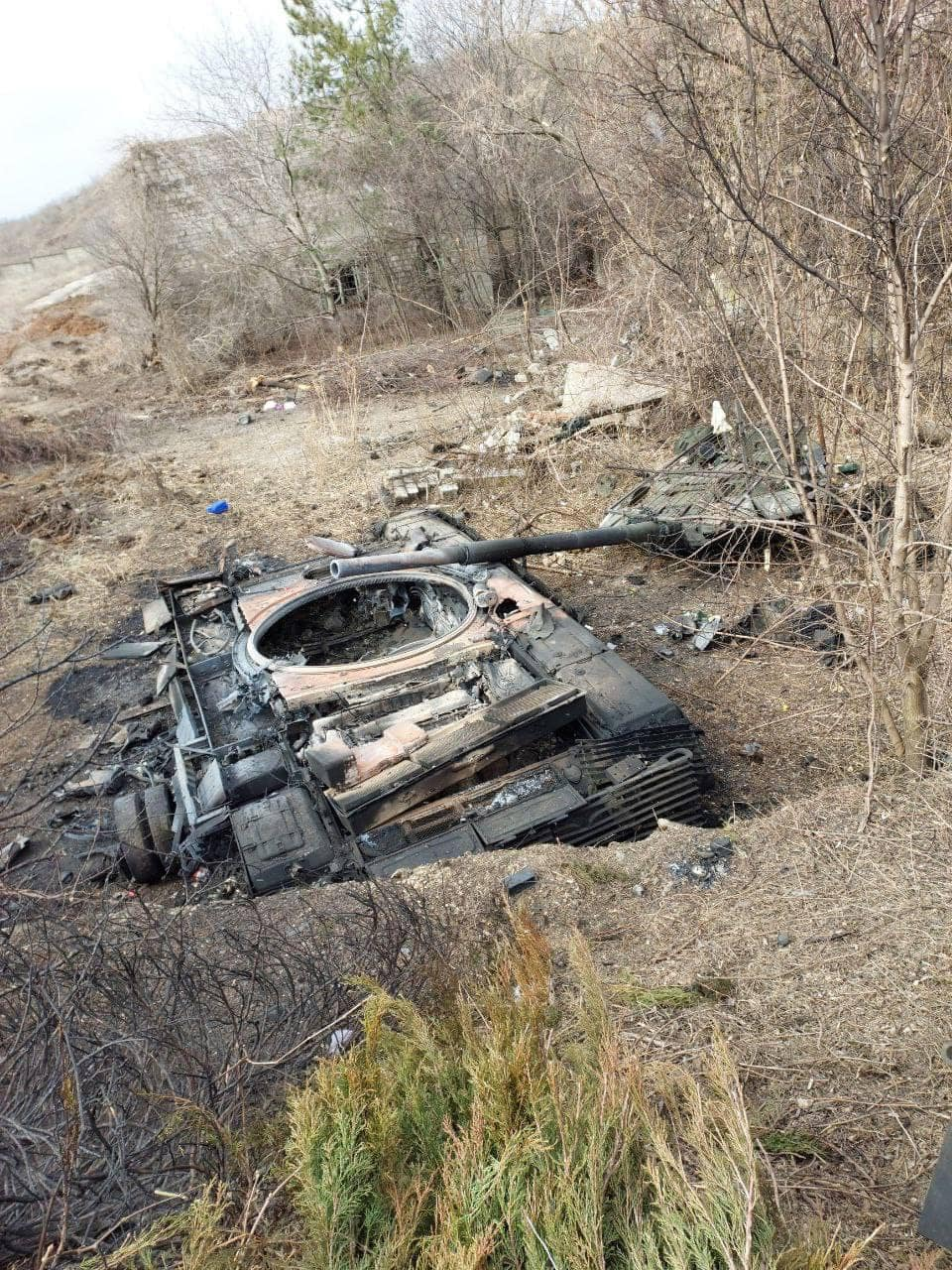
знищений російський танк під час оборони Маріуполя
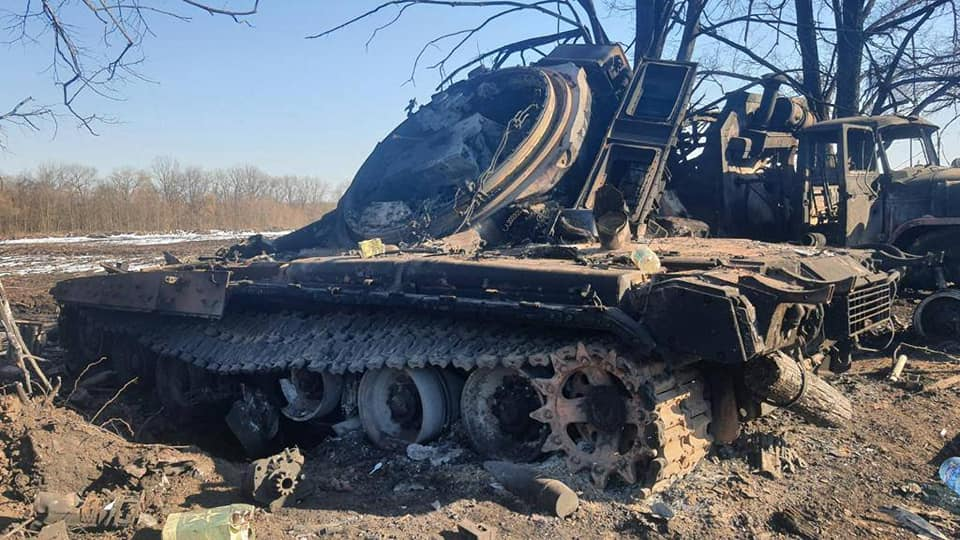
знищений російський танк під час боїв за Тростянець
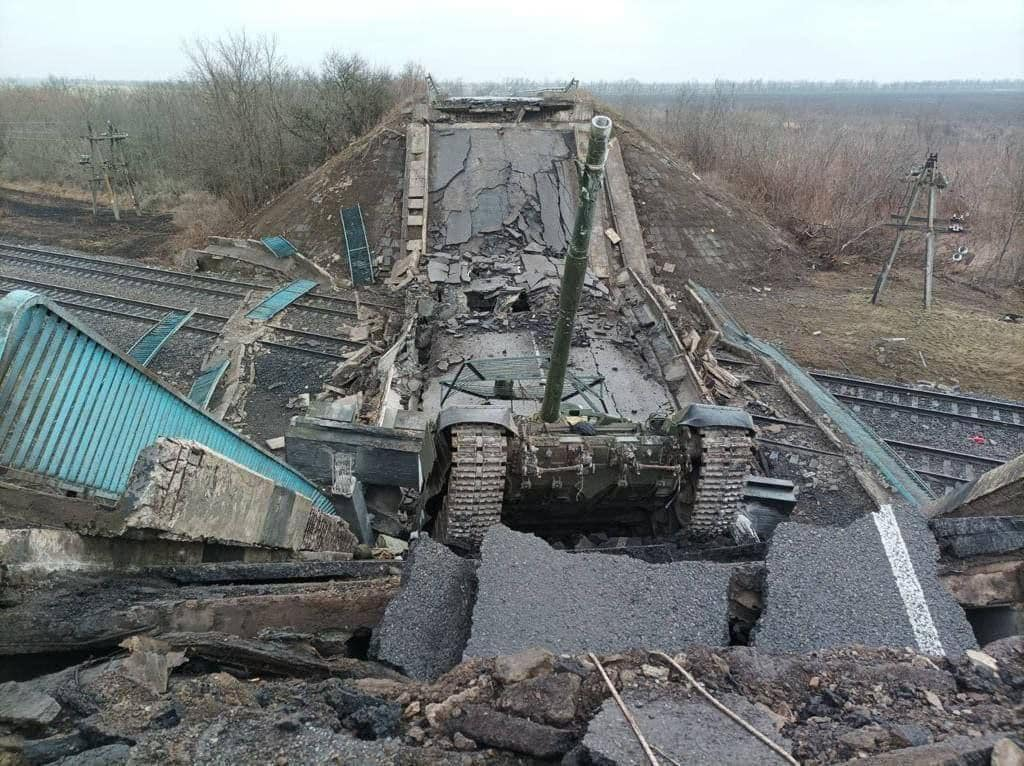
покинутий російський танк Т-72Б у селі Калинівка Миколаївської області
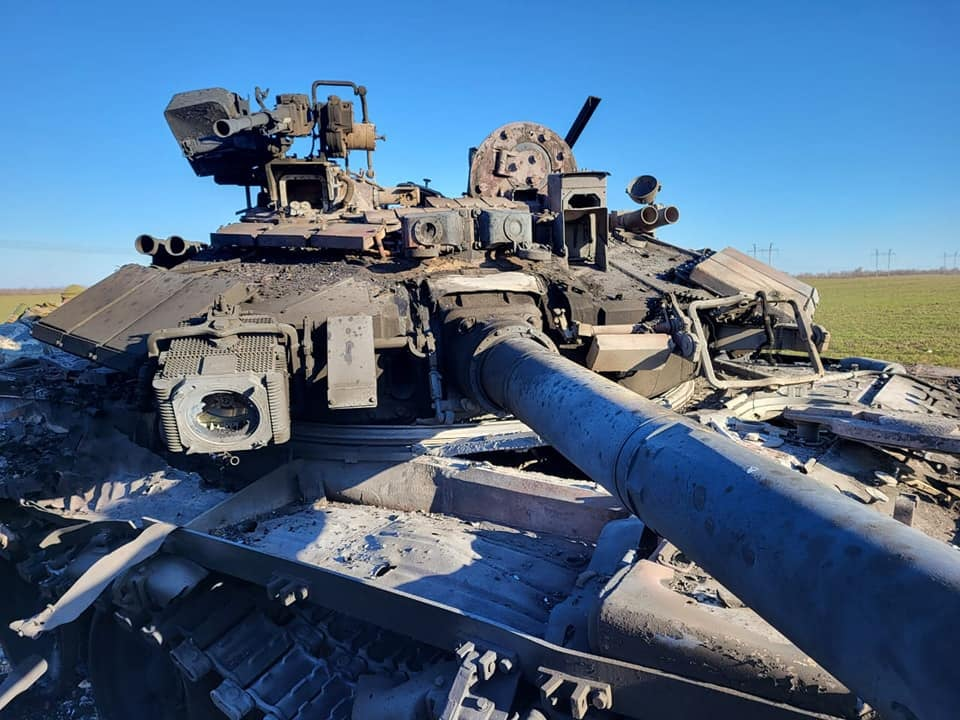
знищений українськими військовими Т-90 у Запорізькій області, березень 2022
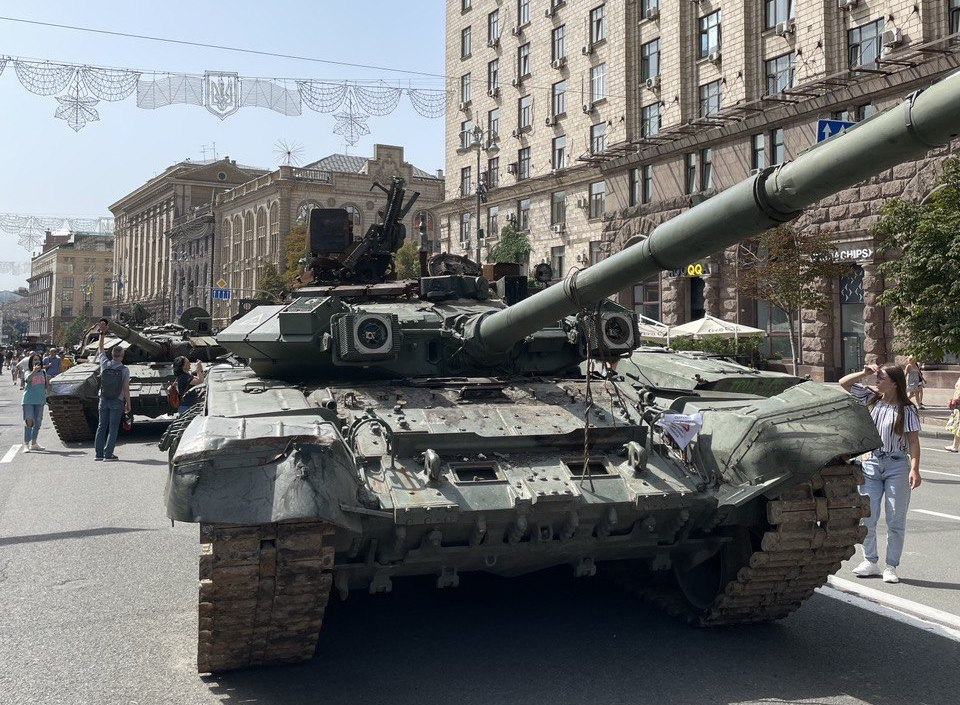
Захоплений танк Т-90А на Хрещатику

Станом на 20.03.25 задокументовано 3 812 втрачених танків:
| назва     | тип                   | к-ть  |
| --------- | --------------------- | ----- |
| Т-54/Т-55 | середній танк         | 14    |
| Т-62      | середній танк         | 257   |
| Т-64      | основний бойовий танк | 98    |
| T-72      | основний бойовий танк | 1 656 |
| T-80      | основний бойовий танк | 1 118 |
| T-90      | основний бойовий танк | 183   |
| —         | невстановлений танк   | 486   |

###### Бронетехніка

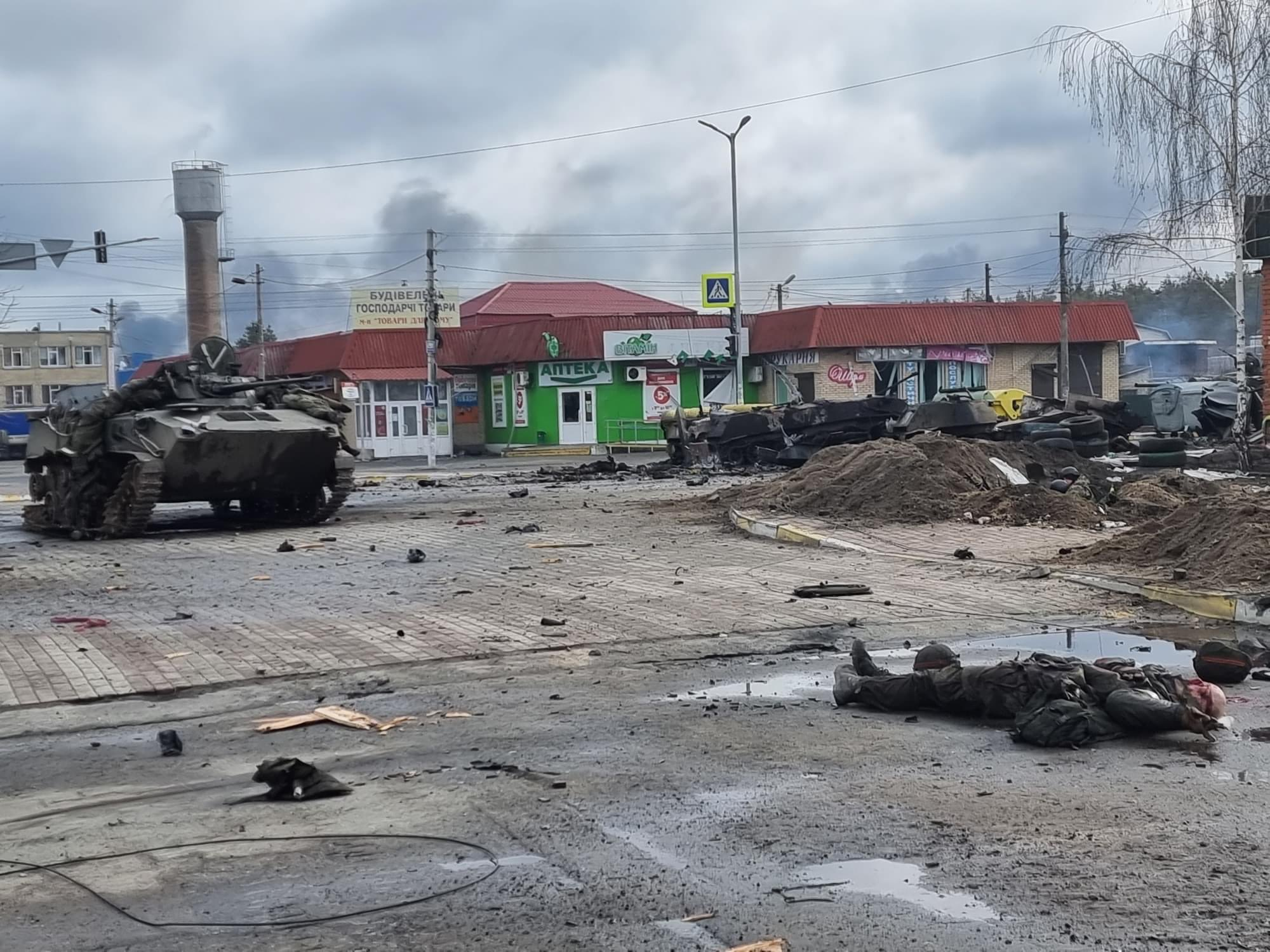
знищена піхота та бронетехніка росіян внаслідок бою 4 березня під Гостомелем
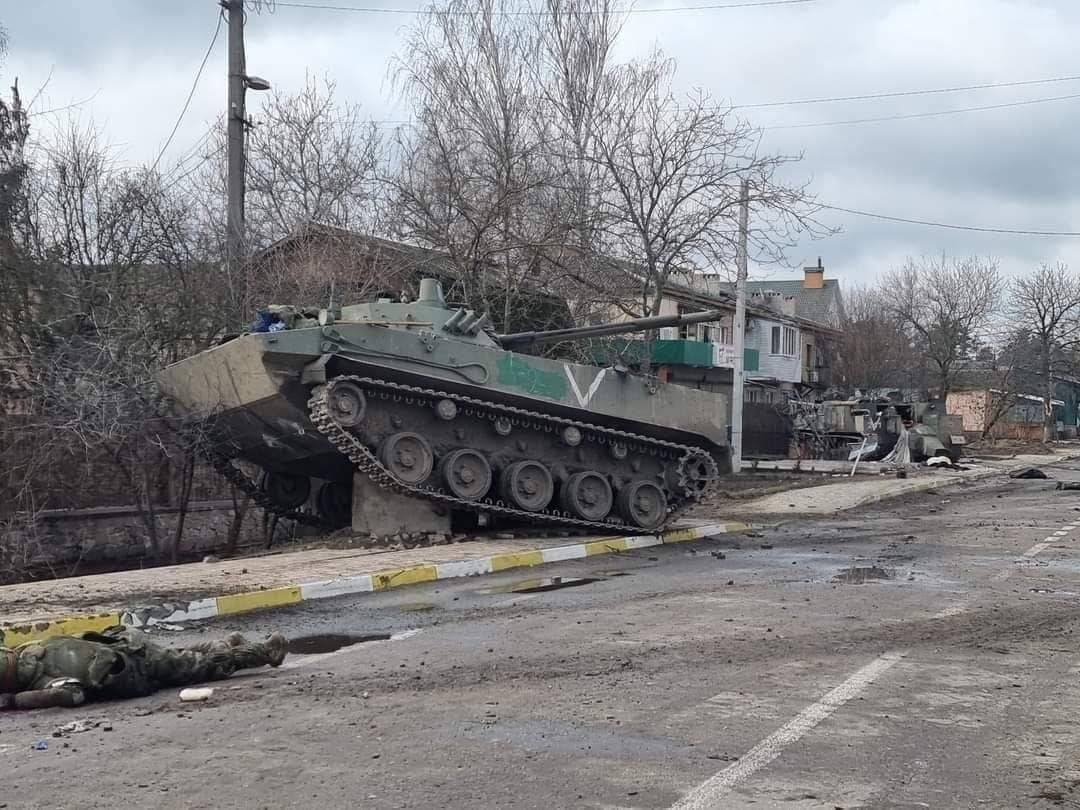
російська БМД-4 застрягла на бетонному стовпі у Гостомелі
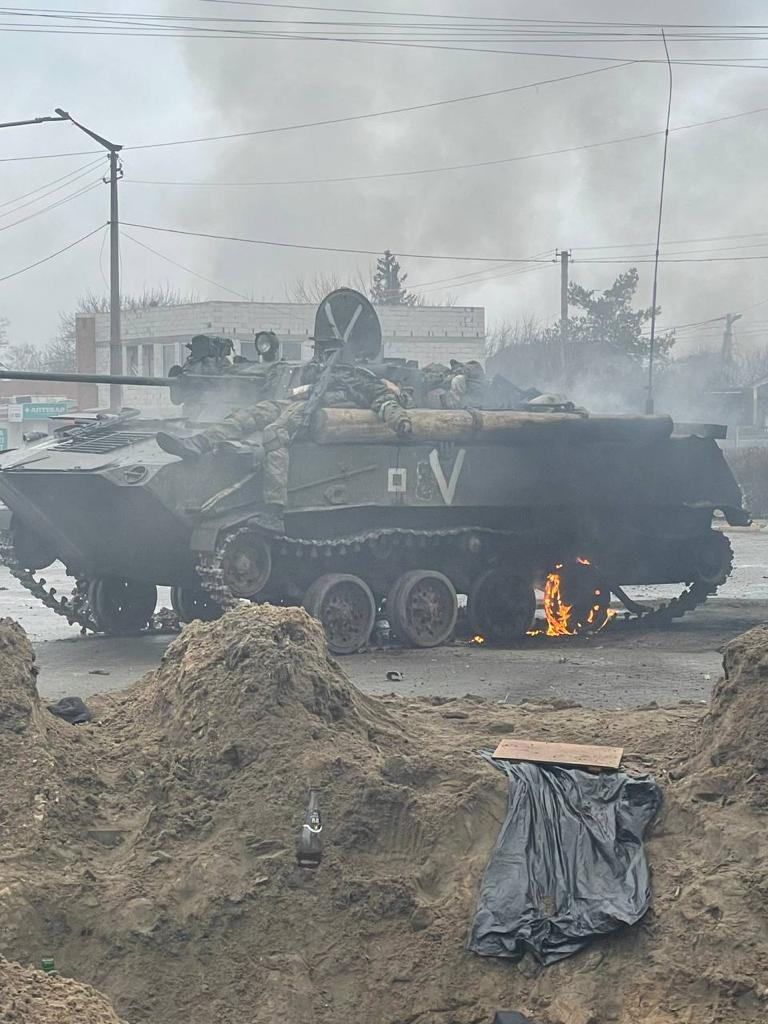
знищена російська БМД-2 у Гостомелі
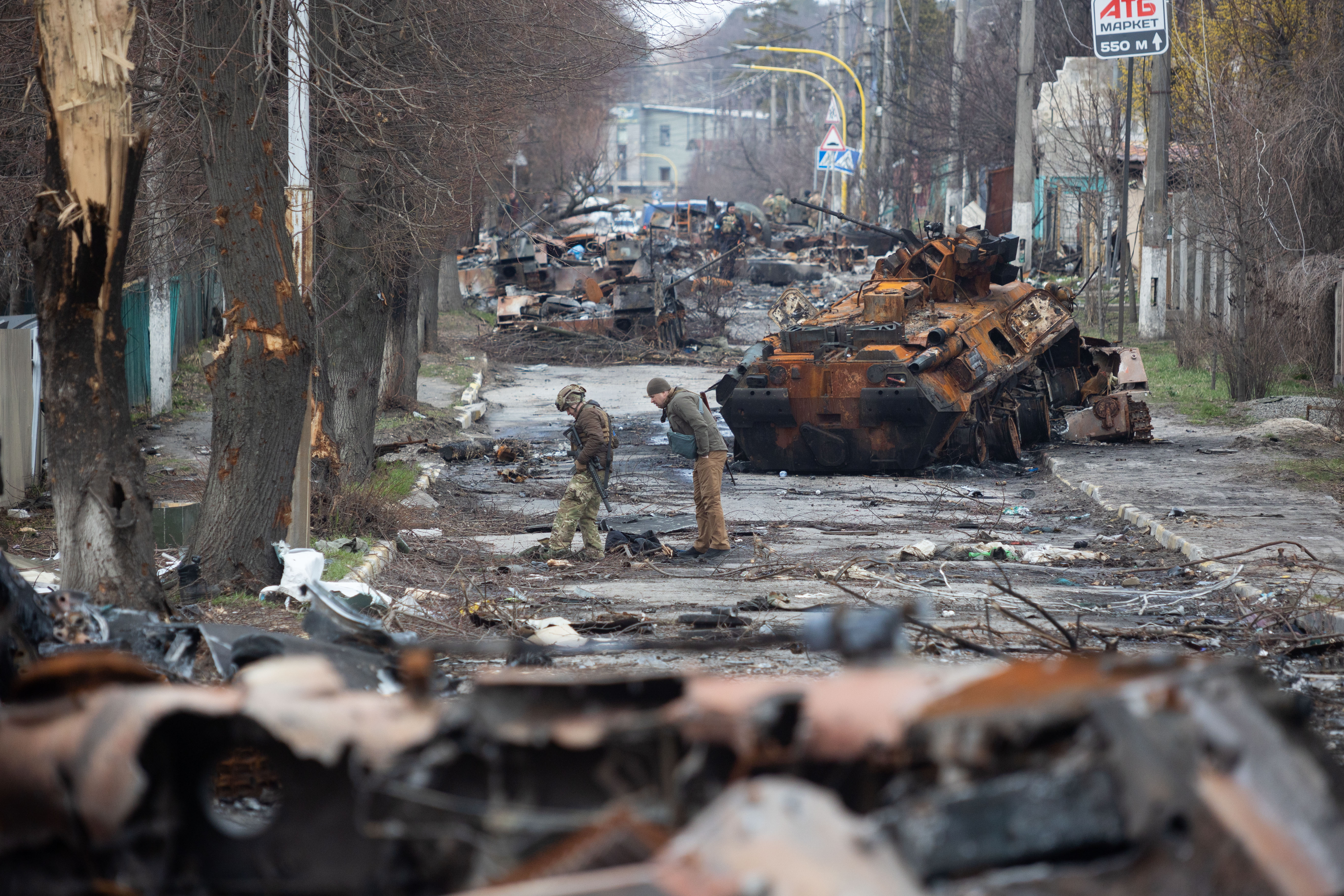
залишки російської військової техніки у місті Буча
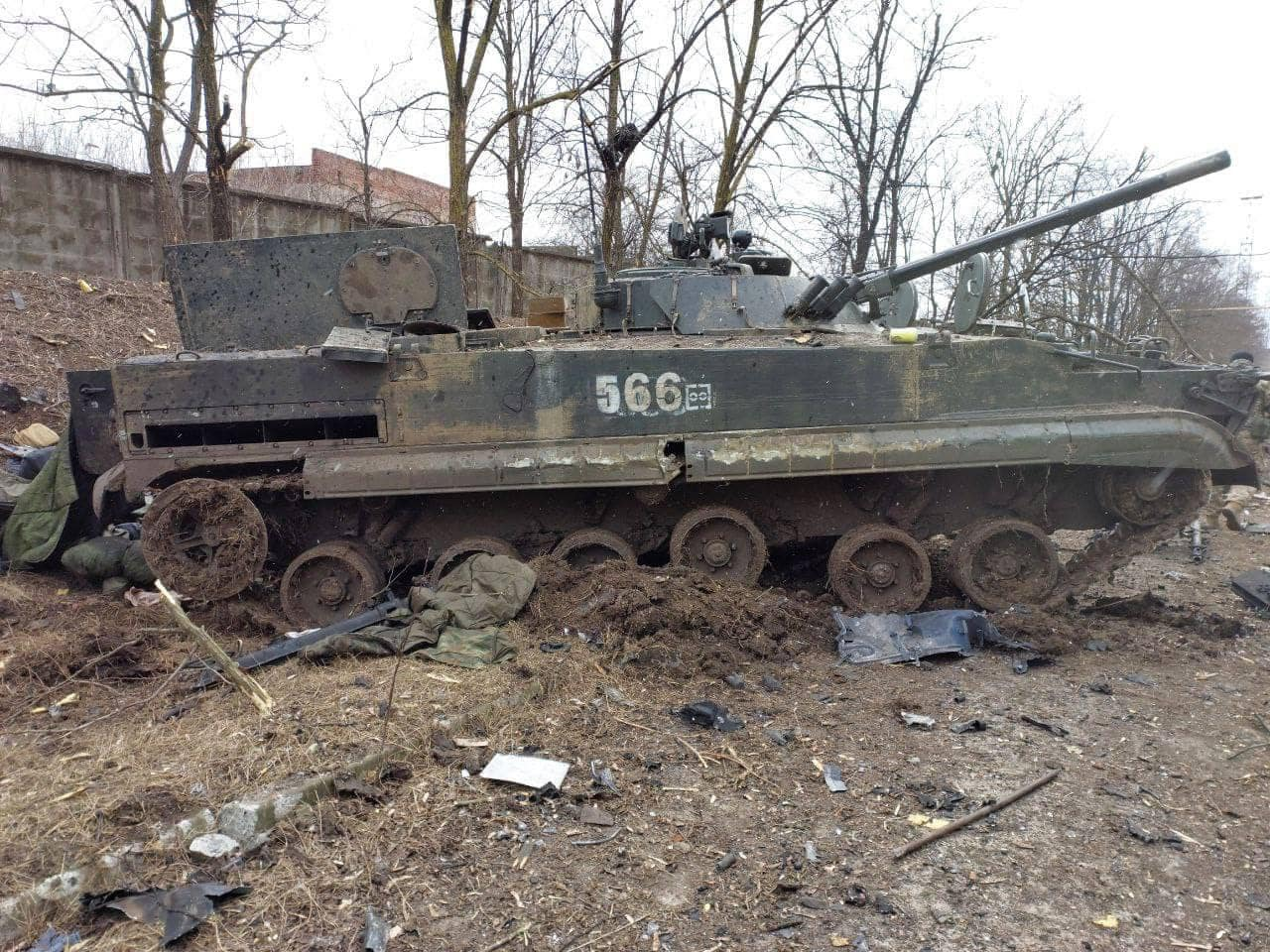
знищена російська БМП-3 під час боїв за Маріуполь
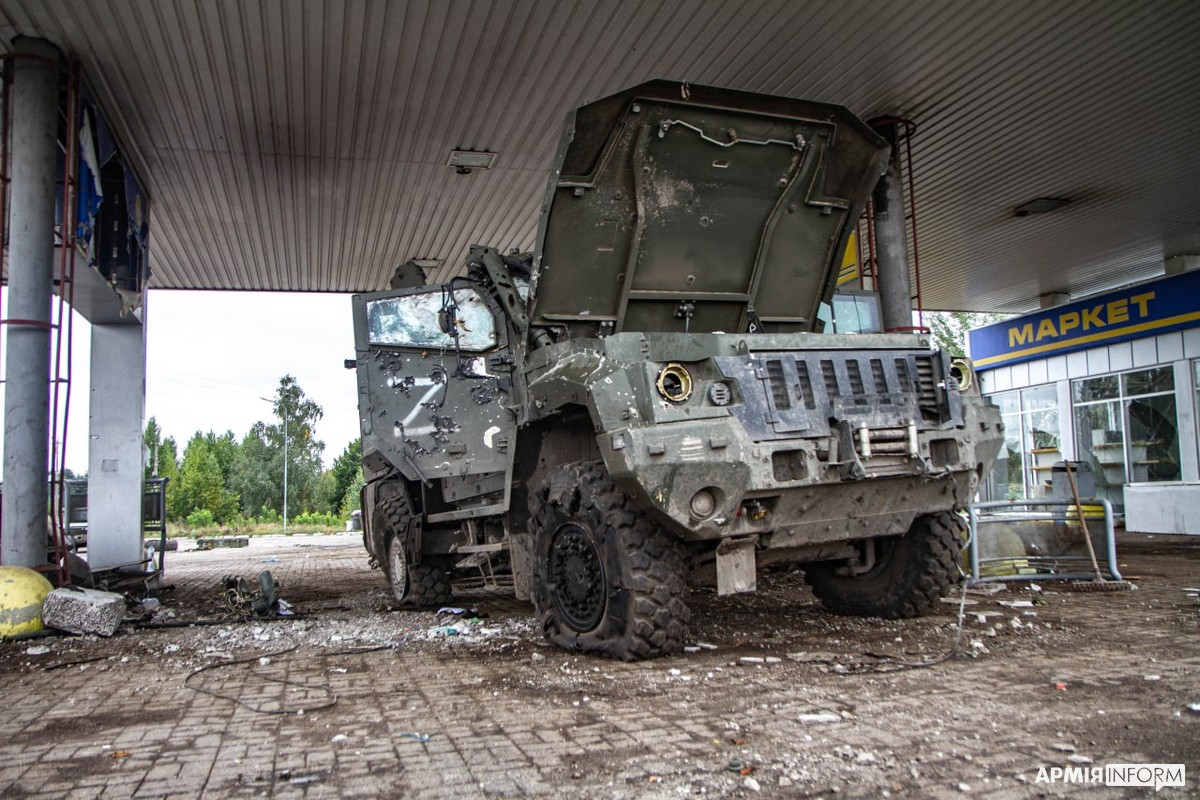
знищений бронеавтомобіль КамАЗ-53949 в Ізюмі

Станом на 22.11.23 задокументовано 5 169 втрачених одиниць бронетехніки (4 911 бойових броньованих машин та 258 бронемашин управління) та 363 одиниці інженерної техніки:
Бронемашини та бойові машини ПТРК
| назва                    | тип                         | к-ть | подробиці                                  |
| ------------------------ | --------------------------- | ---- | ------------------------------------------ |
| КамАЗ-63968 «Тайфун»     | MRAP                        | 26   | —                                          |
| КамАЗ-53949              | MRAP                        | 20   | 12 КамАЗ-53949 «Тайфун-К» та 8 ЗСА «Лінза» |
| КамАЗ-435029 «Патруль-А» | MRAP                        | 3    | —                                          |
| ГАЗ «Тигр»               | бронеавтомобіль             | 172  | 157 ГАЗ «Тигр-М» та 15 ГАЗ «Тигр»          |
| Iveco LMV                | бронеавтомобіль             | 32   | —                                          |
| АМН-590951               | бронеавтомобіль             | 15   | —                                          |
| БПМ-97 «Постріл»         | бронеавтомобіль             | 4    | —                                          |
| ГАЗ-3937 «Водник»        | бронеавтомобіль             | 1    | —                                          |
| КамАЗ-435029 «Патруль»   | бронеавтомобіль             | 1    | —                                          |
| БРМ-1К                   | бойова розвідувальна машина | 27   | —                                          |
| БРМ-1К Обр. 2021         | бойова розвідувальна машина | 2    | —                                          |
| БРДМ-2                   | бойова розвідувальна машина | 8    | 4 БРДМ-2, 2 БРДМ-2РХБ та 2 БРДМ-2 із ЗС-82 |
| БРДМ-2М                  | бойова розвідувальна машина | 2    | —                                          |
| 9П149 «Штурм-С»          | бойова машина ПТРК          | 37   | —                                          |
| 9П148                    | бойова машина ПТРК          | 3    | —                                          |
| 9П163М-1                 | бойова машина ПТРК          | 2    | —                                          |
|                          |                             |      |                                            |
| всього:                  | всього:                     | 355  | —                                          |

Бойові машини піхоти
| назва                             | тип                   | к-ть  | подробиці                                                    |
| --------------------------------- | --------------------- | ----- | ------------------------------------------------------------ |
| БМП-2                             | бойова машина піхоти  | 1 033 | —                                                            |
| БМП-1                             | бойова машина піхоти  | 558   | —                                                            |
| БМП-3                             | бойова машина піхоти  | 319   | 296 БМП-3 та 23 БМП-3 688М сб. 3КДЗ                          |
| БМП-2М з модулем Б05Я01 «Бережок» | бойова машина піхоти  | 43    | 28 БМП-2М з модулем Б05Я01 «Бережок» та 15 БМП-2М 675-сб3КДЗ |
| БМП-1АМ                           | бойова машина піхоти  | 37    | —                                                            |
| БМД-2                             | бойова машина десанту | 238   | —                                                            |
| БМД-4М                            | бойова машина десанту | 91    | —                                                            |
|                                   |                       |       |                                                              |
| всього:                           | всього:               | 2 319 | —                                                            |

Бронетранспортери
| назва         | тип              | к-ть  | подробиці                                                                                                |
| ------------- | ---------------- | ----- | --- |
| МТ-ЛБ         | гібрид           | 780   | 522 МТ-ЛБ, 184 МТ-ЛБВМ(К), 36 МТ-ЛБ із ЗУ-23, 16 МТ-ЛБу, 14 МТ-ЛБМ та 8 МТ-ЛБ із іншими видами озброєння |
| БТР-82А       | бронетранспортер | 546   | — |
| БТР-80        | гібрид           | 185   | 183 БТР-80, 1 БТР-80 із ЗС-88 та 1 БТР-80 із УБ-32                                                       |
| БТР-Д         | бронетранспортер | 81    | — |
| БТР-МДМ       | бронетранспортер | 24    | — |
| З-СТС «Ахмат» | бронетранспортер | 13    | — |
| БТР-70        | бронетранспортер | 4     | — |
| Урал-ВВ       | бронетранспортер | 4     | — |
| БТР-70М       | бронетранспортер | 3     | — |
| БТР-50        | бронетранспортер | 1     | — |
| БТР-60ПБ      | бронетранспортер | 1     | — |
|               |                  |       | |
| всього:       | всього:          | 1 642 | — |

Командно-штабні бронемашини
| назва          | тип                    | к-ть | подробиці                    |
| -------------- | ---------------------- | ---- | ---------------------------- |
| Р-149МА        | командно-штабна машина | 118  | 81 Р-149МА1 та 37 Р-149МА3   |
| БМД-1-КШ-А     | командно-штабна машина | 25   | 13 БМД-1-КШ та 12 БМД-1-КШ-А |
| Р-149АКШ-1     | командно-штабна машина | 19   | —                            |
| Р-145БМ        | командно-штабна машина | 6    | 5 Р-145БМ1 та 1 Р-145БМ      |
| Р-145БМА       | командно-штабна машина | 1    | —                            |
| АПЕ-5          | командно-штабна машина | 5    | —                            |
| П-230Т         | командно-штабна машина | 3    | —                            |
| МШ-5350.1      | командно-штабна машина | 2    | —                            |
| Р-142НСА       | командно-штабна машина | 2    | —                            |
| Р-149БМРг      | командно-штабна машина | 1    | —                            |
| БТР-60ПУ       | командно-штабна машина | 1    | —                            |
| МПУС-К         | командно-штабна машина | 1    | —                            |
| 1В110 «Береза» | командно-штабна машина | 1    | —                            |
|                |                        |      |                              |
| всього:        | всього:                | 185  | —                            |

Машини підтримки артилерії
| назва           | тип                                    | к-ть | подробиці                          |
| --------------- | -------------------------------------- | ---- | ---------------------------------- |
| 9T452           | заряджальна машина до БМ-27 «Ураган»   | 40   | —                                  |
| 1В13            | машина управління вогнем артилерії     | 21   | —                                  |
| 1В14            | машина управління вогнем артилерії     | 19   | —                                  |
| 1В119 «Реостат» | машина управління вогнем артилерії     | 11   | —                                  |
| ТЗМ-Т           | заряджальна машина до ТОС-1А           | 7    | —                                  |
| ПРП-4           | рухомий розвідувальний пункт артилерії | 3    | 2 ПРП-4 «Нард» та 1 ПРП-4А «Аргус» |
| 1В18 «Клен-1»   |                                        | 2    | —                                  |
| 1В15М           | 2                                      | —    |                                    |
| 1В16            | 1                                      | —    |                                    |
| 1В1003          | командно-спостережна машина            | 1    | —                                  |
| ТЗМ 9Т234-2     | заряджальна машина до БМ-30 «Смерч»    | 1    | —                                  |
|                 |                                        |      |                                    |
| всього:         | всього:                                | 108  | —                                  |

Інженерна техніка
| назва                                                 | тип                                                   | к-ть | подробиці              |
| ----------------------------------------------------- | ----------------------------------------------------- | ---- | ---------------------- |
| БРЕМ-1                                                | броньована ремонтно-евакуаційна машина                | 45   | —                      |
| УР-77 «Метеорит»                                      | установка розмінування                                | 33   | —                      |
| ІМР-2                                                 | інженерна машина розгородження                        | 30   | —                      |
| ПП-2005                                               | понтонний міст                                        | 29   | —                      |
| ТММ-3                                                 | важкий механізований міст                             | 28   | —                      |
| КамАЗ-5350 з екскаватором ЕОВ-3523                    | КамАЗ-5350 з екскаватором ЕОВ-3523                    | 19   | —                      |
| ПТС-2                                                 | плаваючий транспортер                                 | 16   | —                      |
| ПМП                                                   | понтонно-мостовий парк                                | 12   | —                      |
| понтонний міст                                        | понтонний міст                                        | 10   | —                      |
| РЕМ-КЛ                                                | броньована ремонтно-евакуаційна машина                | 9    | —                      |
| БАТ-2                                                 | шляхопрокладач                                        | 8    | —                      |
| КамАЗ-5350 з краном КС-45719-7М                       | КамАЗ-5350 з краном КС-45719-7М                       | 7    | —                      |
| КамАЗ 6х6 з краном КМВ-10В                            | КамАЗ 6х6 з краном КМВ-10В                            | 7    | —                      |
| МТП-А2                                                | машина технічної допомоги                             | 7    | 4 МТП-А2.1 та 3 МТП-А2 |
| Урал-4320 КТ-Л                                        | машина технічної допомоги                             | 5    | —                      |
| ГМЗ-3                                                 | броньована машина мінного загородження                | 4    | —                      |
| БРЕМ-Ч                                                | броньована ремонтно-евакуаційна машина                | 4    | —                      |
| БРЕМ-К                                                | броньована ремонтно-евакуаційна машина                | 4    | —                      |
| Урал-4320 з краном КС-3574-М                          | Урал-4320 з краном КС-3574-М                          | 4    | —                      |
| БТС-4А                                                | броньований тягач                                     | 4    | —                      |
| Урал-4320 з екскаватором ЕОВ-3521                     | Урал-4320 з екскаватором ЕОВ-3521                     | 4    | —                      |
| КрАЗ-255Б з екскаватором                              | КрАЗ-255Б з екскаватором                              | 4    | —                      |
| МТО-УБ                                                | машина технічної допомоги                             | 4    | 3 МТО-УБ1 та 1 МТО-УБ2 |
| МТО-АТ                                                | машина технічної допомоги                             | 3    | —                      |
| БРЕМ-Д                                                | броньована ремонтно-евакуаційна машина                | 3    | —                      |
| МДК-3                                                 | військово-інженерна машина для копання                | 3    | —                      |
| Урал-4320 КЕТ-Л                                       | машина технічної допомоги                             | 3    | —                      |
| АРС-14                                                | авторозливна машина                                   | 3    | —                      |
| МТУ-72                                                | мостоукладальник                                      | 3    | —                      |
| ІСДМ «Зємлєдєліє»                                     | інженерна система дистанційного мінування             | 2    | —                      |
| УМЗ                                                   | машина мінного загородження                           | 2    | —                      |
| УР-67                                                 | установка розмінування                                | 1    | —                      |
| ПЗМ-2                                                 | землерийна машина                                     | 1    | —                      |
| БРЕМ-2                                                | броньована ремонтно-евакуаційна машина                | 1    | —                      |
| БРЕМ-Л                                                | броньована ремонтно-евакуаційна машина                | 1    | —                      |
| КрАЗ-260 КТ-Л                                         | машина технічної допомоги                             | 1    | —                      |
| ІМР-3М                                                | інженерна машина розгородження                        | 1    | —                      |
| Урал-4320 з краном 8Т210                              | Урал-4320 з краном 8Т210                              | 1    | —                      |
| КамАЗ-63501 з краном КС-55729-7М                      | КамАЗ-63501 з краном КС-55729-7М                      | 1    | —                      |
| КамАЗ 6х6 з мобільною електростанцією ЕД2х30-Т400-3РА | КамАЗ 6х6 з мобільною електростанцією ЕД2х30-Т400-3РА | 1    | —                      |
| МТО-АГ-3М                                             | машина технічної допомоги                             | 1    | —                      |
| Уран-6                                                | роботизована машина розмінування                      | 1    | —                      |
| ТДА-3                                                 | димова машина                                         | 1    | —                      |
| АПА-80                                                | аэродромний пусковий агрегат                          | 1    | —                      |
| М3А-М.1                                               | машина технічної допомоги                             | 1    | —                      |
|                                                       |                                                       |      |                        |
| всього:                                               | всього:                                               | 313  | —                      |

Інша бронетехніка
| назва                      | тип                                     | к-ть | подробиці                                                                                  |
| -------------------------- | --------------------------------------- | ---- | ------------------------------------------------------------------------------------------ |
| РХМ-6 «Повозка»            | розвідувальна хімічна машина            | 9    | —                                                                                          |
| ДТ-30 «Витязь»             | дволанковий всюдихід на гусеничній тязі | 4    | —                                                                                          |
| БМПТ-72 «Термінатор-2»     | бойова машина підтримки танків          | 3    | —                                                                                          |
| ДТ-10 «Витязь»             | дволанковий всюдихід на гусеничній тязі | 1    | —                                                                                          |
| ГАЗ-3344-20 «Алеут»        | дволанковий всюдихід на гусеничній тязі | 1    | —                                                                                          |
| 2С1 із ЗУ-23               | гібрид                                  | 1    | —                                                                                          |
| БМО-Т                      | бойова машина вогнеметників             | 4    | —                                                                                          |
| невстановлена бронетехніка | невстановлена бронетехніка              | 390  | 207 невстановлених бронемашин, 132 бойові машини піхоти та 51 бронетранспортер типу БТР-80 |
|                            |                                         |      |                                                                                            |
| всього:                    | всього:                                 | 413  | —                                                                                          |

###### Протиповітряна зброя
Станом на 22.11.23 задокументовано 226 втрачених засобів ППО і 112 одиниць радарів та РЛС
Машини ЗРК
| назва                    | тип                         | складова            | к-ть | подробиці |
| ------------------------ | --------------------------- | ------------------- | ---- | --------- |
| 9К35 «Стріла-10»         | зенітно-ракетний комплекс   | —                   | 34   | —         |
| 96К6 «Панцирь-С1»        | зенітно-ракетний комплекс   | —                   | 20   | —         |
| 9A331M                   | самохідна вогнева установка | 9К332 «Тор-М2»      | 20   | —         |
| 9А33Б                    | зенітно-ракетний комплекс   | 9К33 «Оса»          | 15   | —         |
| 9А310М1-2                | самохідна вогнева установка | 9K37 «Бук-М1-2»     | 14   | —         |
| 9A317                    | пуско-заряджальна установка | 9K317 «Бук-М2»      | 12   | —         |
| 9А330                    | самохідна вогнева установка | 9К330 «Тор»         | 10   | —         |
| 9A331                    | самохідна вогнева установка | 9К331 «Тор-М1»      | 9    | —         |
| 9A316                    | пуско-заряджальна установка | 9K317 «Бук-М2»      | 5    | —         |
| 9А39М1-2                 | пуско-заряджальна установка | 9K37 «Бук-М1-2»     | 5    | —         |
| 5П85СМ2-01               | пускова установка           | С-400               | 5    | —         |
| 5П85С                    | пускова установка           | С-300ПМУ            | 3    | —         |
| 9А83М2                   | пускова установка           | С-300В4             | 3    | —         |
| 9А84-2                   | пускова установка           | С-300В4             | 2    | —         |
| 9A317М                   | пуско-заряджальна установка | 9K317M «Бук-M3»     | 2    | —         |
| 9К331МДТ                 | самохідна вогнева установка | 9K331МДТ «Тор-М2ДТ» | 2    | —         |
| 9С470М1                  | командний пункт ЗРК         | 9K317 «Бук-М1»      | 2    | —         |
| 55К6А                    | командний пункт ЗРК         | С-400               | 1    | —         |
| 5П85Т2                   | пускова установка           | С-400               | 1    | —         |
| невстановлені машини ЗРК | невстановлені машини ЗРК    | «Бук-М1/2/3»        | 11   | —         |
| невстановлені машини ЗРК | невстановлені машини ЗРК    | —                   | 2    | —         |
|                          |                             |                     |      |           |
| всього:                  | всього:                     | всього:             | 178  | —         |

Зенітна зброя
| назва               | тип                               | к-ть | подробиці |
| ------------------- | --------------------------------- | ---- | --------- |
| ЗУ-23-2             | 23-мм спарена зенітна установка   | 18   | —         |
| 2К22М1 «Тунгуска-М1 | самохідна 30-мм зенітна установка | 14   | —         |
| ЗСУ-23-4 «Шилка»    | 23-мм зенітна самохідна установка | 8    | —         |
| БТР-ЗД «Скрежет»    | самохідна 23-мм зенітна установка | 3    | —         |
| АЗП-57              | 57-мм зенітна автоматична гармата | 1    | —         |
|                     |                                   |      |           |
| всього:             | всього:                           | 44   | —         |

РЛС та радари
| назва                           | тип                                       | складова                        | к-ть | подробиці |
| ------------------------------- | ----------------------------------------- | ------------------------------- | ---- | --------- |
| Р-166-0.5                       | мобільна радіостанція                     | —                               | 23   |           |
| 1Л261                           | радіолокаційна станція                    | 1Л260 «Зоопарк-1М»              | 11   | —         |
| МП-1ІМ                          | машина звʼязку                            | —                               | 10   | —         |
| 9С932-1                         | модуль розвідки та управління             | Барнаул-Т                       | 6    | —         |
| Р-381Т2М                        | станція радіорозвідки                     | Р-381ТМ «Таран-М»               | 5    | —         |
| 9С36                            | радар                                     | 9K317 «Бук-М2»                  | 3    | —         |
| «Аурига-1.2В»                   | система супутникового звʼязку             | —                               | 3    | —         |
| Р-419Л1                         | радіорелейна станція                      | —                               | 3    | —         |
| МП-2ІМ                          | машина звʼязку                            | —                               | 2    | —         |
| Р-439-МД2                       | станція супутникового звʼязку             | —                               | 2    | —         |
| Р-431АМ                         | пункт управління                          | П-260Т «Редут-2УС»              | 2    | —         |
| П-260                           | багатоцільовий мобільний комплекс зв’язку | П-260Т «Редут-2УС»              | 1    | —         |
| П-260-У                         | машина звʼязку                            | П-260Т «Редут-2УС»              | 1    | —         |
| 9С32М1                          | радар                                     | С-300В                          | 1    | —         |
| 9С19М2                          | радар                                     | С-300В                          | 1    | —         |
| 5Н63С                           | радар                                     | С-300                           | 1    | —         |
| 92Н6А                           | радар                                     | С-400                           | 1    | —         |
| 9С932-2                         | командний пункт ППО                       | Барнаул-Т                       | 1    | —         |
| 9С18 «Купол»                    | радар                                     | «Бук-М1/2»                      | 1    | —         |
| 9С18М1-2                        | радар                                     | 9K317 «Бук-М2»                  | 1    | —         |
| 9С18М1-3                        | радар                                     | 9K317M «Бук-M3»                 | 1    | —         |
| 9С36М                           | радар                                     | 9K317M «Бук-M3»                 | 1    | —         |
| антенний модуль                 | антенний модуль                           | 48Я6-К1 «Подлет»                | 1    | —         |
| пункт управління                | пункт управління                          | 48Я6-К1 «Подлет»                | 1    | —         |
| електрогенератор                | електрогенератор                          | 48Я6-К1 «Подлет»                | 1    | —         |
| Р-161 «Поіск»                   | мобільна радіостанція                     | —                               | 1    | —         |
| П-240                           | мобільна радіостанція                     | —                               | 1    | —         |
| Р-441                           | система супутникового звʼязку             | —                               | 1    | —         |
| машина запуску БПЛА Орлан-10    | машина запуску БПЛА Орлан-10              | —                               | 1    | —         |
| машина запуску БПЛА Ланцет      | машина запуску БПЛА Ланцет                | —                               | 1    | —         |
| невстановлені машини РЛС та ППО | невстановлені машини РЛС та ППО           | невстановлені машини РЛС та ППО | 7    | —         |
|                                 |                                           |                                 |      |           |
| всього:                         | всього:                                   | всього:                         | 88   | —         |

### Інші підрахунки
Згідно даних підрахунків візуально підтверджених втрат Warspotting, загальні бойові втрати ворога з 24 лютого 2022 по 22 листопада 2023 року орієнтовно склали 12 516 одиниць втраченої техніки, а саме: танків — 2 290, бойових машин піхоти — 4 164, бронемашин і MRAP — 309, бронемашин управління — 322, протитанкових систем — 41, протиповітряних систем — 226, причіпних артилерійських систем — 302, самохідних артилерійських систем — 593, РСЗВ – 298, засобів РЕБ — 104, інженерної техніки — 339, автомобільної техніки та автоцистерн – 2 938.
Згідно даних Генерального штабу Збройних сил України загальні бойові втрати ворога з 24 лютого 2022 по 22 листопада 2023 року орієнтовно склали 36 155 одиниць втраченої техніки (не рахуючи БПЛА, крилаті ракети, авіацію та флот), а саме: танків — 5 446, бойових броньованих машин — 10 188, артилерійських систем — 7 769, РСЗВ — 899, засобів ППО — 589, автомобільної техніки та автоцистерн — 10 159, спеціальної техніки — 1 105.

## Втрати кораблів та плавзасобів

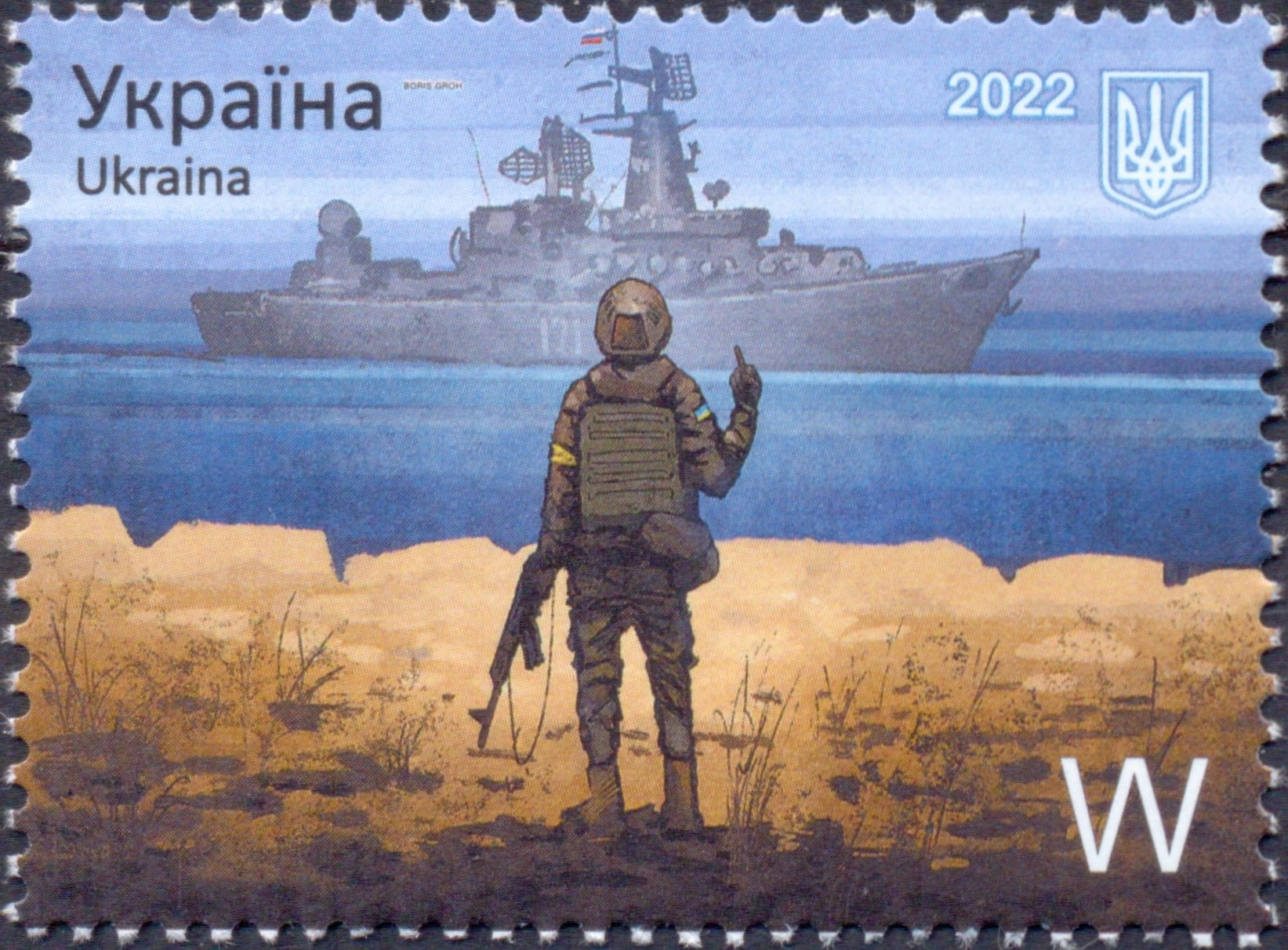
Пам'ятна поштова марка присвячена знищенню крейсера «Москва»

Військові
| назва                                    | тип                                       | к-ть                                    | подробиці |
| ---------------------------------------- | ----------------------------------------- | --------------------------------------- | --- |
| РКР «Москва»                             | ракетний крейсер проєкту 1164             | ракетний крейсер проєкту 1164           | 14.04.22 уражений двома ракетами берегового ракетного комплексу РК-360МЦ «Нептун» у Чорному морі на схід від острова Зміїний                              |
| ВДК «Саратов»                            | великий десантний корабель проєкту 1171   | великий десантний корабель проєкту 1171 | 24.03.22 уражений ракетою Точка-У в порту Бердянська |
| «Рятувальник Василь Бех»                 | рятувальне буксирне судно проєкту 22870   | рятувальне буксирне судно проєкту 22870 | 17.06.22 знищений силами ВМС ЗСУ в акваторії Чорного моря під час транспортування на острів Зміїний боєприпасів, озброєння, військових та ЗРК 9К330 «Тор» |
| «Адмірал Макаров»                        | фрегат проєкту 11356Р                     | фрегат проєкту 11356Р                   | 29.10.22 пошкоджений під час атаки ВМС ЗСУ морськими безпілотниками Севастополя                                                                           |
| «Іван Голубець»                          | тральщик проєкту 266                      | тральщик проєкту 266                    | 29.10.22 пошкоджений під час атаки ВМС ЗСУ морськими безпілотниками Севастополя                                                                           |
| ВДК «Оленегорский горняк»                | великий десантний корабель проєкту 775    | великий десантний корабель проєкту 775  | 04.08.23 отримав пошкодження під час нічної атаки морських безпілотників на військово-морську базу ВМФ РФ в Новоросійську                                 |
| ВДК «Мінськ»                             | великий десантний корабель проєкту 775    | великий десантний корабель проєкту 775  | 13.09.23 уражені у ході удару ракетами Storm Shadow по суднобудівному заводу в окупованому Севастополі, Б-237 повторно уражено 02.08.24                   |
| Б-237 «Ростов-на-Дону»                   | підводний човен проєкту 636.3             | підводний човен проєкту 636.3           | 13.09.23 уражені у ході удару ракетами Storm Shadow по суднобудівному заводу в окупованому Севастополі, Б-237 повторно уражено 02.08.24                   |
| «Аскольд»                                | малий ракетний корабель проєкту 22800     | малий ракетний корабель проєкту 22800   | 04.11.23 уражений ракетою SCALP-EG на суднобудівному заводі «Залів»                                                                                       |
| ВДК «Новочеркаськ»                       | великий десантний корабель проєкту 775    | великий десантний корабель проєкту 775  | 26.12.23 повністю знищений ракетним ударом у порту Феодосії, відбулася детонація боєприпасів, загинуло 34 члени екіпажу                                   |
| «Івановєц»                               | ракетний катер проєкту 12411              | ракетний катер проєкту 12411            | 01.02.24 у атаці безпілотними надводними апаратами на рейді озера Донузлав знищено ракетний катер проєкту 12411 «Івановєц»                                |
| «Цезар Куніков»                          | великий десантний корабель проєкту 775    | великий десантний корабель проєкту 775  | 14.02.24 відбулося знищення російського десантного корабля проєкту 775 «Цезар Куніков» в акваторії Чорного моря поблизу Алупки                            |
| «Сергій Котов»                           | корвет проекту 22160                      | корвет проекту 22160                    | 05.03.24 відбулося знищення російського корабля «Сергій Котов» неподалік Керченської протоки                                                              |
| «Коммуна»                                | морське допоміжне судно                   | морське допоміжне судно                 | 21.04.24 відбувся удар по Севастопольській бухті, внаслідок чого було уражено судно «Коммуна»                                                             |
|                                          |                                           |                                         | |
| «Раптор»                                 | патрульний катер проєкту 03160            | 5                                       | — |
| КС-701 «Тунець»                          | патрульний катер типу «Тунець»            | 5                                       | 03.09.23 знищений перший, ще два — 30.05.24, 18.07.24 ще один, і 09.08.24 ще один                                                                         |
| «Серна»                                  | транспортно-десантний катер проєкту 11770 | 2                                       | 1 знищений ударом Bayraktar TB2 07.05.22 на острові Зміїний, ще 1 знищений 10.11.23 разом із завантаженим БТР-82 у Вузькій бухті безпілотними апаратами   |
| «Акула»                                  | десантний катер проєкту 1176              | 1                                       | знищений 10.11.23 у Вузькій бухті безпілотними надводними апаратами                                                                                       |
| «БК-16Е»                                 | транспортно-десантний катер проєкту 02510 | 1                                       | знищений ударом Bayraktar TB2 02.05.22 на острові Зміїний                                                                                                 |
| «УТС-150»                                | навчально-тренувальний корабель           | 1                                       | 26.12.23 затоплений від вибуху ВДК «Новочеркаськ» у порту Феодосії                                                                                        |
| «Тарантул»                               | сторожовий корабель проєкту 205П          | 1                                       | 19.01.24 стало відомо що у Севастополі затонув сторожовий корабель проєкту 205П «Тарантул»                                                                |
| катер                                    | катер                                     | 1                                       | 06.05.24 український морський дрон Magura V5 знищив російський швидкісний катер у тимчасово окупованому Криму                                             |
| «Сатурн»                                 | рейдовий буксир проєкту 498 «Сатурн»      | 1                                       | 06.06.24 українські військові знищили російське морське судно біля берегів Панського озера                                                                |
| транспортно-буксирне судно проєкту С4236 | транспортно-буксирне судно проєкту С4236  | 1                                       | 19.03.24 дрони ГУР завдали масованого удару по російських об'єктах у Криму                                                                                |
| «Фьодор Урюпін»                          | буксир                                    | 1                                       | 19.03.24 дрони ГУР завдали масованого удару по російських об'єктах у Криму                                                                                |
| катер                                    | катер                                     | 1                                       | 24.06.25 український Bayraktar TB2 знищив катер окупантів з десантом біля Тендрівської Коси                                                               |
| «БК-16»                                  | десантний катер проекту 02510             | 1                                       | 07.08.25 безпілотники ГУР знищили десантний катер проекту 02510 «БК-16»                                                                                   |
| «Капітан Ушаков»                         | буксир проєкту 23470                      | 1                                       | на Балтійському заводі в Санкт-Петербурзі потонув новий російський морський буксир                                                                        |
|                                          |                                           |                                         | |
| BMK-460                                  | моторний човен                            | 9                                       | — |
| BMK-MO                                   | моторний човен                            | 3                                       | — |
| BMK-MT                                   | моторний човен                            | 2                                       | — |
| BMK-130M/BMK-150                         | моторний човен                            | 1                                       | — |

Транспортні та цивільні
| назва             | тип                             | подробиці |
| ----------------- | ------------------------------- | --- |
| SIG               | нафтоналивний танкер проєкту 52 | 4 серпня 2023 року судно було атаковане українським морським дроном поблизу Керченського мосту, від вибуху у корпусі судна утворилась пробоїна, було затоплено машинне відділення і двигуни |
| «Мєханік Погодін» | танкер                          | українська авіація нанесла удар по сівшому на мілину в 2022 році російському танкеру, ймовірно було уражено російський командний пункт, що був розміщений на судні                          |
| «Мєчта»           | лоцманський катер               | внаслідок ракетного удару 30 травня 2024 року в районі мосту через Керченську протоку були пошкоджені два пороми і один лоцманський катер, який пізніше затонув                             |
| «Авангард»        | пором                           | внаслідок ракетного удару 30 травня 2024 року в районі мосту через Керченську протоку були пошкоджені два пороми і один лоцманський катер, який пізніше затонув                             |
| «Конро Трейдер»   | пором                           | внаслідок ракетного удару 30 травня 2024 року в районі мосту через Керченську протоку були пошкоджені два пороми і один лоцманський катер, який пізніше затонув                             |
| «Ursa Major»      | суховантажне судно              | 23 грудня 2024 року корабель що належав підприємству «Оборонлогістика» отримав три вибухи, внаслідок чого судно що перевозило вантаж із Санкт-Петербурга до Владивостока затонуло           |

### Інші підрахунки
Відповідно до даних підрахунків візуально підтверджених втрат згідно з Oryxspioenkop, відомо про 19 знищених та пошкоджених кораблів/катерів/підводних човнів.
Відповідно до даних підрахунків візуально підтверджених втрат згідно з Warspotting, відомо про 19 знищених та пошкоджених кораблів/катерів/підводних човнів.
Згідно даних Генерального штабу Збройних сил України про втрати ворога, відомо про 28 знищених та пошкоджених кораблів/катерів/підводних човнів.

## Втрати особового складу

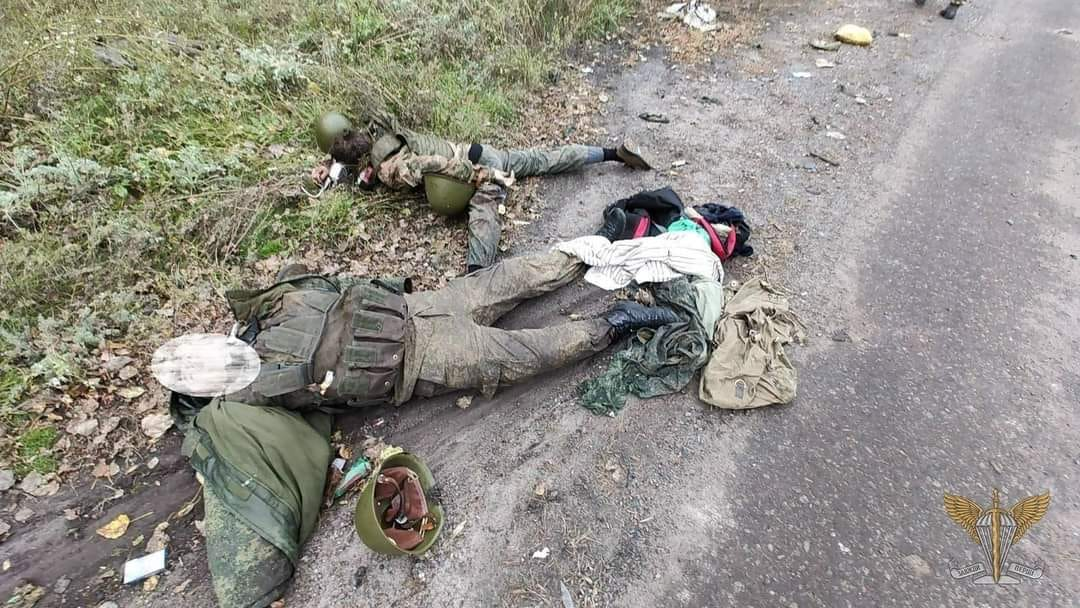
Знищені російські солдати під час наступу на Лиман 1 жовтня 2022 року
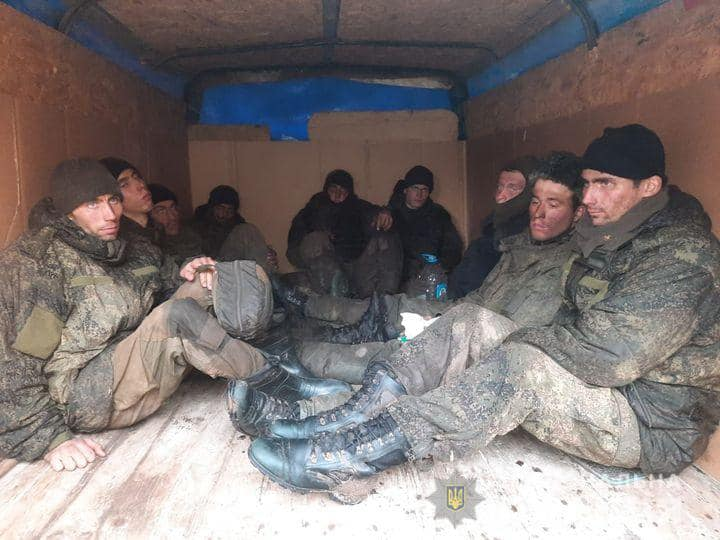
Захоплені російські солдати під час боїв за Суми

### Українські оцінки
25 лютого 2024 року президент України Володимир Зеленський озвучив втрати російських військових у розмірі 180 000 вбитих військовослужбовців, та близько 500 000 разом з пораненими та зниклими безвісти.
6 січня 2025 року стало відомо, що Росія втратила зниклими безвісти понад 50 000 військових (станом на 4 лютого 2025 — понад 60 600 осіб).
Згідно даних Генерального штабу Збройних сил України про втрати ворога, станом на 20 серпня 2025 року відомо про 1 072 700 ліквідованого особового складу.

#### Інше
18 листопада 2023 року стало відомо що снайпер СБУ знищив російського військового з дистанції в 3 800 м, чим встановив новий світовий рекорд. 4 квітня 2025 року була опублікована інформація про те що український снайпер ліквідував російського піхотинця пострілом із 12,7 мм гвинтівки бронебійно-розривним патроном на дистанції у півтора кілометри. 15 серпня Український снайпер ліквідував двох російських військовослужбовців з відстані 4000 метрів, встановивши новий світовий рекорд з дальності ураження цілі.

### Оцінки третіх країн
Згідно REUTERS станом на 12 грудня 2023 року Росія втратила 315 000 військових в Україні з початку повномасштабного вторгнення, що становить майже 90% військового персоналу, який вона мала в лютому 2022 року, з посиланням на розсекречений звіт розвідки США.
Станом на кінець грудня 2023 року, BBC вдалося встановити імена більш ніж 40 000 ліквідованих російських військових з початку повномасштабного вторгнення, загальна кількість загиблих згідно цих даних доходить до 80 000 осіб з урахуванням тих чию особу не встановлено та понад 23 000 ліквідованих бойовиків ОРДЛО. Загальні втрати (з пораненими) оцінюють у понад 309 000 осіб.
За оцінками британських відомств, станом на квітень 2024 року, від початку повномасштабного вторгнення Росія втратила в Україні вбитими й пораненими близько 450 000 особового складу. 3 травня глава МЗС Франції заявив що у війні проти України Росія втратила 500 000 військових, з яких 150 000 вбитими.

### Втрати оприлюднені російською стороною
15 вересня 2022 року Рамзан Кадиров озвучив цифру у 3 300 «працівників правоохоронних органів Чечні», які загинули «під час виконання службового обов'язку», що було на 1 800 більше, ніж роком раніше, при зафіксованих втратах у 137 осіб на той момент.
30 квітня 2023 року стало відомо, що на 1 лютого було завербовано близько 49 000 увʼязнених, з яких 77% на той момент вже числились як бойові та небойові втрати. 3 травня 2023 року Євген Пригожин озвучив добові втрати ПВК «Вагнер» у Бахмуті в кількості 103 загиблих, а 4 травня — в 116 загиблих. 25 листопада року мер міста Пенза Олександр Басенко запропонував припинити встановлювати меморіальні дошки на честь загиблих у вторгненні в Україну, через їхню значну кількість (7-8 на деяких школах, при загальній кількості російських шкіл 40 000 станом на 2023 рік).
Протягом 2023 року кількість людей, що потребують забезпечення засобами реабілітації, виросло на понад 137 000 осіб, або 42%. Станом на 6 квітня 2024 року російські журналісти BBC, Медіазони та волонтери встановили імена понад 50 000 російських військових, які загинули в Україні з початку вторгнення. 23 травня 2025 року Медіазона встановила імена 109 000 загиблих російських військових.
У травні 2024 року російські журналісти BBC та Медіазони отримали доступ до інформації «ПВК Вагнер», щодо посмертних виплат родичам загиблих, за період з січня 2022 року до серпня 2023 року у цьому документі було записано понад 20 000 імен загиблих російських військових і найманців.
4 грудня 2024 року в російському парламенті було озвучено що родичі російських військових здали 48 тисяч ДНК-тестів для ідентифікації загиблих.

#### Дезертирство
В інформації оприлюдненій російськими журналістами, відомо про постійне зростання числа дезертирів протягом російського вторгнення, протягом березня 2024 року було винесено 700 винесених судових вироків по статті 337 російського кримінального кодексу (самовільне залишення військової частини). 24 грудня 2024 року стало відомо що майже 20 000 військових РФ значаться втікачами у Південному окрузі.

### Втрати вищого та старшого офіцерського складу
1 березня 2022 року було вбито заступника командира 41-ї загальновійськової армії Центрального військового округу Росії генерал-майора Андрія Суховецького. Військовий історик Джек МакКолл зазначає, що Суховецький є другим російським генералом, який був убитий безпосередньо внаслідок бою з українцями після ліквідації вояками УПА радянського генерала Миколи Ватутіна у 1944 році.
10 березня був ліквідований заступник командувача 8-ої армії РФ генерал-майор Володимир Фролов.
22 травня у небі над Донеччиною знищили генерал-майора військово-повітряних сил Росії у відставці Канамата Боташева.
5 червня біля Попасної було ліквідовано генерал-майора Романа Кутузова, першого заступника командувача 8-ї гвардійської загальновійськової армії Південного військового округу.
12 червня 2023 року ракетним ударом українські військові ліквідували генерал-майора Сергія Горячова, начальника штабу 35 загальновійськової армії ЗС РФ.
11 липня стало відомо що унаслідок удару крилатими ракетами було ліквідовано генерал-лейтенанта Олега Цокова.
28 листопада стало відомо що в Україні ліквідували заступника командира 14-го армійського корпусу РФ генерал-майора Володимира Завадського.

### Втрати серед окремих регіонів та національних меншин Російської Федерації
У лютому 2023 року під містом Вугледар, сформований у Татарстані батальйон «Алга» був практично знищений. Про те, як це сталося, розповів екс-ватажок російських терористів Ігор Гіркін в інтерв'ю голові «Штабу татар Москви» Рустему Ямалєєву. За його словами , поразка була зумовлена низкою причин, на той момент у російських сил було недостатньо сил і засобів для штурму, підрозділ виявився розгромленим, не вступивши в бій.
Згідно даних Міноборони Британії березня 2023 року найбільше загиблих на війні російських військових походять зі східних регіонів РФ, також існує велика диспропорція всередині регіонів: в Астрахані приблизно 75% втрат у казахської та татарської меншин.
Станом на червень 2023, згідно поіменно встановлених втрат, серед регіонів зберігалася велика диспропорція. У мешканців Бурятії та Туви, які є лідерами серед загиблих на душу населення, ймовірність загинути є у 70 разів вищою чим у мешканців Москви. Загалом 8 з 10 регіонів із найбільшими втратами перебуває у Сибіру та на Далекому Сході Росії.
Станом на жовтень 2023 було відомо про чотирьох ліквідованих російських військових у населеному пункті Хабаріха Усть-Цилемського району Республіки Комі, або 1.2% від загального населення 332 (станом на 2021 рік).
Згідно оприлюдненої інформації, 29 жовтня 2023 року було нанесено ракетний удар по колоні чувашського батальйону «Атӑл» 1251 мсп, втрати склали до 10 знищених вантажівок та 120 вбитих і поранених.
У липні 2024 року в Троїцько-Печорському районі республіки Комі встановили памятні знаки оккупантам, ліквідованим в нападі на Україну. На 9 400 жителів припадало 31 табличка. У листопаді 2024 року було опубліковане фото меморіалу загиблим у російському вторгненні в селищі міського типу Рощинський Самарської області, де на 8 128 жителів припадало 134 ліквідованих окупанта.

### Втрати серед колаборантів та окупаційних чиновників
З початку повномасштабного вторгнення розпочалася низка вбивств та замахів на колабораціоністів, російських пропагандистів та окупаційних чиновників, у яких російські ЗМІ звинувачували українські спецслужби та партизанів. Головна мета таких операцій — не вбивство, а попередження про наслідки співпраці з російськими військовими.
Так, 2 березня 2022 року був викрадений, а потім знайдений розстріляним проросійський мер міста Кремінна у Луганській області Володимир Струк. 20 серпня 2022 року в Московській області була підірвана Дар'я Дугіна — дочка ідеолога «Русского мира» Олександра Дугіна; 16 вересня у Луганську — генеральний прокурор самопроголошеної ЛНР Сергій Горенко та його заступник Катерина Стегленко; 2 квітня 2023 року у Санкт-Петербурзі — блогер-пропагандист Владлен Татарський, 6 грудня 2023 року у Супонєво був застрелений колишній народний депутат від партії ОПЗЖ Ілля Кива.

Станом на березень 2025 року відомо про щонайменше 163 випадків замахів на колаборантів та окупаційних чиновників.

### Втрати серед громадян третіх країн та територій
| країна/територія                              | національність | к-ть | подробиці                                                                                        |
| --------------------------------------------- | -------------- | ---- | ------------------------------------------------------------------------------------------------ |
| Узбекистан                                    | узбеки         | 61   | відомо про щонайменше 61 знищених громадян Узбекистану станом на 01.12.23                        |
| Таджикистан                                   | таджики        | 60   | відомо про щонайменше 60 знищених громадян Таджикистану станом на 01.12.23                       |
| Непал                                         | непальці       | 39   | відомо про щонайменше 39 знищених громадян Непалу станом на 30.05.24                             |
| Південна Осетія (окупована РФ частина Грузії) | осетини        | 27   | відомо про щонайменше 27 знищених громадян самопроголошеної Південної Осетії станом на 01.12.23  |
| Абхазія (окупована РФ частина Грузії)         | абхази         | 10   | відомо про щонайменше 10 знищених громадян самопроголошеної Абхазії станом на 01.12.23           |
| Сирія                                         | араби          | 9    | відомо про щонайменше 9 знищених громадян Сирії станом на листопад 2022 року                     |
| Сербія                                        | серби          | 6    | відомо щонайменше про шістьох знищених сербів станом на 03.05.24, та ще двох за період 2014-2022 |
| Киргизстан                                    | киргизи        | 3    | відомо про щонайменше 3 знищених громадян Киргизстану станом на 01.12.23                         |
| Придністровʼя (окупована РФ частина Молдови)  | росіяни        | 2    | відомо про щонайменше 2 знищених громадян самопроголошеного Придністровʼя станом на 01.12.23     |
| КНР                                           | китаєць        | 1    | відомо про щонайменше 1 знищеного громадянина КНР станом на 20.12.23                             |

## Інше

### Зведена таблиця втрат
| динаміка втрат російської армії за даними статистики Генерального штабу України | динаміка втрат російської армії за даними статистики Генерального штабу України | динаміка втрат російської армії за даними статистики Генерального штабу України | динаміка втрат російської армії за даними статистики Генерального штабу України | динаміка втрат російської армії за даними статистики Генерального штабу України | динаміка втрат російської армії за даними статистики Генерального штабу України | динаміка втрат російської армії за даними статистики Генерального штабу України | динаміка втрат російської армії за даними статистики Генерального штабу України | динаміка втрат російської армії за даними статистики Генерального штабу України | динаміка втрат російської армії за даними статистики Генерального штабу України | динаміка втрат російської армії за даними статистики Генерального штабу України | динаміка втрат російської армії за даними статистики Генерального штабу України | динаміка втрат російської армії за даними статистики Генерального штабу України | динаміка втрат російської армії за даними статистики Генерального штабу України |
| дата                                                                            | особовий склад                                                                  | танки                                                                           | бронетехніка                                                                    | артилерія                                                                       | РСЗВ                                                                            | ППО                                                                             | літаки                                                                          | гелікоптери                                                                     | БпЛА                                                                            | авто                                                                            | флот                                                                            | спецтехніка                                                                     | крилаті ракети                                                                  |
| ------------------------------------------------------------------------------- | ------------------------------------------------------------------------------- | ------------------------------------------------------------------------------- | ------------------------------------------------------------------------------- | ------------------------------------------------------------------------------- | ------------------------------------------------------------------------------- | ------------------------------------------------------------------------------- | ------------------------------------------------------------------------------- | ------------------------------------------------------------------------------- | ------------------------------------------------------------------------------- | ------------------------------------------------------------------------------- | ------------------------------------------------------------------------------- | ------------------------------------------------------------------------------- | ------------------------------------------------------------------------------- |
| різниця                                                                         | ▲5 840                                                                          | ▲211                                                                            | ▲862                                                                            | ▲85                                                                             | ▲40                                                                             | ▲9                                                                              | ▲30                                                                             | ▲31                                                                             | ▲3                                                                              | ▲335                                                                            | ▲2                                                                              | —                                                                               | —                                                                               |
| 01.03.2022                                                                      | 5 840                                                                           | 211                                                                             | 862                                                                             | 85                                                                              | 40                                                                              | 9                                                                               | 30                                                                              | 31                                                                              | 3                                                                               | 355                                                                             | 2                                                                               | —                                                                               | —                                                                               |
| різниця                                                                         | ▲11 960                                                                         | ▲420                                                                            | ▲914                                                                            | ▲232                                                                            | ▲60                                                                             | ▲45                                                                             | ▲113                                                                            | ▲103                                                                            | ▲84                                                                             | ▲881                                                                            | ▲5                                                                              | ▲24                                                                             | —                                                                               |
| 01.04.2022                                                                      | 17 800                                                                          | 631                                                                             | 1 776                                                                           | 317                                                                             | 100                                                                             | 54                                                                              | 143                                                                             | 134                                                                             | 87                                                                              | 1 236                                                                           | 7                                                                               | 24                                                                              | —                                                                               |
| різниця                                                                         | ▼6 000                                                                          | ▼417                                                                            | ▼743                                                                            | ▼142                                                                            | ▼52                                                                             | ▼26                                                                             | ▼51                                                                             | ▼21                                                                             | ▲184                                                                            | ▼588                                                                            | ▼1                                                                              | ▼14                                                                             | ▲84                                                                             |
| 01.05.2022                                                                      | 23 800                                                                          | 1 048                                                                           | 2 519                                                                           | 459                                                                             | 152                                                                             | 80                                                                              | 194                                                                             | 155                                                                             | 271                                                                             | 1 824                                                                           | 8                                                                               | 38                                                                              | 84                                                                              |
| різниця                                                                         | ▲7 050                                                                          | ▼315                                                                            | ▲835                                                                            | ▲202                                                                            | ▲55                                                                             | ▼15                                                                             | ▼16                                                                             | ▼20                                                                             | ▲250                                                                            | ▼501                                                                            | ▲5                                                                              | ▲17                                                                             | ▼36                                                                             |
| 01.06.2022                                                                      | 30 850                                                                          | 1 363                                                                           | 3 354                                                                           | 661                                                                             | 207                                                                             | 95                                                                              | 210                                                                             | 175                                                                             | 521                                                                             | 2 325                                                                           | 13                                                                              | 51                                                                              | 120                                                                             |
| різниця                                                                         | ▼4 900                                                                          | ▼214                                                                            | ▼382                                                                            | ▼135                                                                            | ▼39                                                                             | ▼10                                                                             | ▼7                                                                              | ▼11                                                                             | ▼124                                                                            | ▼285                                                                            | ▼2                                                                              | ▼11                                                                             | ▼23                                                                             |
| 01.07.2022                                                                      | 35 750                                                                          | 1 577                                                                           | 3 736                                                                           | 796                                                                             | 246                                                                             | 105                                                                             | 217                                                                             | 186                                                                             | 645                                                                             | 2 610                                                                           | 15                                                                              | 61                                                                              | 143                                                                             |
| різниця                                                                         | ▲5 280                                                                          | ▼191                                                                            | ▼275                                                                            | ▲136                                                                            | ▼13                                                                             | ▲12                                                                             | ▼6                                                                              | ▼4                                                                              | ▼91                                                                             | ▲598                                                                            | ▼0                                                                              | ▲21                                                                             | ▲31                                                                             |
| 01.08.2022                                                                      | 41 030                                                                          | 1 768                                                                           | 4 011                                                                           | 932                                                                             | 259                                                                             | 117                                                                             | 223                                                                             | 190                                                                             | 736                                                                             | 2 012                                                                           | 15                                                                              | 82                                                                              | 174                                                                             |
| різниця                                                                         | ▲7 320                                                                          | ▲229                                                                            | ▲334                                                                            | ▲183                                                                            | ▲28                                                                             | ▲36                                                                             | ▲11                                                                             | ▲15                                                                             | ▲115                                                                            | ▲1 227                                                                          | —                                                                               | ▲22                                                                             | ▼22                                                                             |
| 01.09.2022                                                                      | 48 350                                                                          | 1 997                                                                           | 4 345                                                                           | 1 115                                                                           | 287                                                                             | 153                                                                             | 234                                                                             | 205                                                                             | 851                                                                             | 3 239                                                                           | 15                                                                              | 104                                                                             | 196                                                                             |
| різниця                                                                         | ▲11 260                                                                         | ▲357                                                                            | ▲604                                                                            | ▲282                                                                            | ▲49                                                                             | ▼23                                                                             | ▲30                                                                             | ▲21                                                                             | ▲158                                                                            | ▼547                                                                            | —                                                                               | ▲27                                                                             | ▲50                                                                             |
| 01.10.2022                                                                      | 59 610                                                                          | 2 354                                                                           | 4 949                                                                           | 1 397                                                                           | 336                                                                             | 176                                                                             | 264                                                                             | 226                                                                             | 1 009                                                                           | 3 786                                                                           | 15                                                                              | 131                                                                             | 246                                                                             |
| різниця                                                                         | ▲12 860                                                                         | ▼344                                                                            | ▼552                                                                            | ▲333                                                                            | ▲27                                                                             | ▲21                                                                             | ▲12                                                                             | ▲31                                                                             | ▲406                                                                            | ▼357                                                                            | —                                                                               | ▼23                                                                             | ▲151                                                                            |
| 01.11.2022                                                                      | 72 470                                                                          | 2 698                                                                           | 5 501                                                                           | 1 730                                                                           | 383                                                                             | 197                                                                             | 276                                                                             | 257                                                                             | 1 415                                                                           | 4 143                                                                           | 16                                                                              | 154                                                                             | 397                                                                             |
| різниця                                                                         | ▲16 970                                                                         | ▼217                                                                            | ▼376                                                                            | ▼174                                                                            | ▼12                                                                             | ▼3                                                                              | ▼4                                                                              | ▼4                                                                              | ▼147                                                                            | ▼298                                                                            | ▲1                                                                              | ▼9                                                                              | ▼134                                                                            |
| 01.12.2022                                                                      | 89 440                                                                          | 2 915                                                                           | 5 877                                                                           | 1 904                                                                           | 395                                                                             | 210                                                                             | 280                                                                             | 261                                                                             | 1 562                                                                           | 4 441                                                                           | 16                                                                              | 163                                                                             | 531                                                                             |
|                                                                                 |                                                                                 |                                                                                 |                                                                                 |                                                                                 |                                                                                 |                                                                                 |                                                                                 |                                                                                 |                                                                                 |                                                                                 |                                                                                 |                                                                                 |                                                                                 |
| різниця                                                                         | ▲18 000                                                                         | ▼116                                                                            | ▼216                                                                            | ▲123                                                                            | ▲28                                                                             | ▲3                                                                              | ▼3                                                                              | ▲8                                                                              | ▲274                                                                            | ▼284                                                                            | ▼0                                                                              | ▲18                                                                             | ▼92                                                                             |
| 01.01.2023                                                                      | 107 440                                                                         | 3 031                                                                           | 6 093                                                                           | 2 027                                                                           | 423                                                                             | 213                                                                             | 283                                                                             | 269                                                                             | 1 836                                                                           | 4 725                                                                           | 16                                                                              | 181                                                                             | 723                                                                             |
| різниця                                                                         | ▲20 980                                                                         | ▲178                                                                            | ▲289                                                                            | ▲200                                                                            | ▲35                                                                             | ▲8                                                                              | ▲10                                                                             | ▲15                                                                             | ▼115                                                                            | ▲336                                                                            | —                                                                               | ▲19                                                                             | ▼73                                                                             |
| 01.02.2023                                                                      | 128 420                                                                         | 3 209                                                                           | 6 382                                                                           | 2 207                                                                           | 458                                                                             | 221                                                                             | 293                                                                             | 284                                                                             | 1 951                                                                           | 5 061                                                                           | 18                                                                              | 200                                                                             | 796                                                                             |
| різниця                                                                         | ▲21 470                                                                         | ▲186                                                                            | ▼256                                                                            | ▼186                                                                            | ▼21                                                                             | ▲26                                                                             | ▼7                                                                              | ▼4                                                                              | ▼104                                                                            | ▼196                                                                            | ▲2                                                                              | ▲30                                                                             | ▲77                                                                             |
| 01.03.2023                                                                      | 149 890                                                                         | 3 395                                                                           | 6 638                                                                           | 2 393                                                                           | 479                                                                             | 247                                                                             | 300                                                                             | 288                                                                             | 2 055                                                                           | 5 257                                                                           | 18                                                                              | 230                                                                             | 873                                                                             |
| різниця                                                                         | ▲24 100                                                                         | ▲221                                                                            | ▲343                                                                            | ▲290                                                                            | ▲48                                                                             | ▲32                                                                             | ▼6                                                                              | ▼3                                                                              | ▲193                                                                            | ▲271                                                                            | ▼0                                                                              | ▲66                                                                             | ▼38                                                                             |
| 01.04.2023                                                                      | 173 990                                                                         | 3 616                                                                           | 6 981                                                                           | 2 683                                                                           | 527                                                                             | 279                                                                             | 306                                                                             | 291                                                                             | 2 248                                                                           | 5 528                                                                           | 18                                                                              | 296                                                                             | 911                                                                             |
| різниця                                                                         | ▼16 970                                                                         | ▼84                                                                             | ▼211                                                                            | ▼238                                                                            | ▼17                                                                             | ▼16                                                                             | ▼2                                                                              | ▲3                                                                              | ▲228                                                                            | ▲317                                                                            | —                                                                               | ▼63                                                                             | ▼21                                                                             |
| 01.05.2023                                                                      | 190 960                                                                         | 3 700                                                                           | 7 192                                                                           | 2 921                                                                           | 544                                                                             | 295                                                                             | 308                                                                             | 294                                                                             | 2 476                                                                           | 5 845                                                                           | 18                                                                              | 359                                                                             | 932                                                                             |
| різниця                                                                         | ▲17 410                                                                         | ▲104                                                                            | ▲286                                                                            | ▲553                                                                            | ▲31                                                                             | ▲38                                                                             | ▲5                                                                              | ▼4                                                                              | ▲655                                                                            | ▲394                                                                            | —                                                                               | ▲99                                                                             | ▲75                                                                             |
| 01.06.2023                                                                      | 208 370                                                                         | 3 804                                                                           | 7 478                                                                           | 3 474                                                                           | 575                                                                             | 333                                                                             | 313                                                                             | 298                                                                             | 3 131                                                                           | 6 239                                                                           | 18                                                                              | 458                                                                             | 1 007                                                                           |
| різниця                                                                         | ▲20 500                                                                         | ▲238                                                                            | ▲390                                                                            | ▲688                                                                            | ▲57                                                                             | ▲56                                                                             | ▼2                                                                              | ▲10                                                                             | ▼414                                                                            | ▲555                                                                            | —                                                                               | ▲122                                                                            | ▲254                                                                            |
| 01.07.2023                                                                      | 228 870                                                                         | 4 042                                                                           | 7 868                                                                           | 4 162                                                                           | 632                                                                             | 389                                                                             | 315                                                                             | 308                                                                             | 3 545                                                                           | 6 794                                                                           | 18                                                                              | 580                                                                             | 1 261                                                                           |
| різниця                                                                         | ▼17 820                                                                         | ▼174                                                                            | ▼337                                                                            | ▼677                                                                            | ▲67                                                                             | ▲73                                                                             | ▼0                                                                              | ▼3                                                                              | ▲482                                                                            | ▼530                                                                            | —                                                                               | ▲138                                                                            | ▼86                                                                             |
| 01.08.2023                                                                      | 246 690                                                                         | 4 216                                                                           | 8 205                                                                           | 4 839                                                                           | 699                                                                             | 462                                                                             | 315                                                                             | 311                                                                             | 4 027                                                                           | 7 324                                                                           | 18                                                                              | 718                                                                             | 1 347                                                                           |
| різниця                                                                         | ▼16 800                                                                         | ▲243                                                                            | ▲408                                                                            | ▲691                                                                            | ▼36                                                                             | ▼38                                                                             | —                                                                               | ▲5                                                                              | ▼394                                                                            | ▲685                                                                            | —                                                                               | ▼113                                                                            | ▲98                                                                             |
| 01.09.2023                                                                      | 263 490                                                                         | 4 459                                                                           | 8 613                                                                           | 5 530                                                                           | 735                                                                             | 500                                                                             | 315                                                                             | 316                                                                             | 4 421                                                                           | 8 009                                                                           | 18                                                                              | 831                                                                             | 1 445                                                                           |
| різниця                                                                         | ▼15 080                                                                         | ▲243                                                                            | ▼378                                                                            | ▲947                                                                            | ▲63                                                                             | ▼37                                                                             | ▲1                                                                              | ▼0                                                                              | ▲622                                                                            | ▲874                                                                            | ▲2                                                                              | ▼102                                                                            | ▼84                                                                             |
| 01.10.2023                                                                      | 278 570                                                                         | 4 702                                                                           | 8 991                                                                           | 6 477                                                                           | 798                                                                             | 537                                                                             | 316                                                                             | 316                                                                             | 5 043                                                                           | 8 883                                                                           | 20                                                                              | 933                                                                             | 1 529                                                                           |
| різниця                                                                         | ▲23 850                                                                         | ▲539                                                                            | ▲886                                                                            | ▼815                                                                            | ▼52                                                                             | ▼27                                                                             | ▲6                                                                              | ▲8                                                                              | ▼445                                                                            | ▼775                                                                            | ▼1                                                                              | ▼99                                                                             | ▼20                                                                             |
| 01.11.2023                                                                      | 302 420                                                                         | 5 241                                                                           | 9 877                                                                           | 7 292                                                                           | 850                                                                             | 566                                                                             | 322                                                                             | 324                                                                             | 5 488                                                                           | 9 658                                                                           | 21                                                                              | 1 032                                                                           | 1 549                                                                           |
| різниця                                                                         | ▲27 620                                                                         | ▼323                                                                            | ▼495                                                                            | ▼639                                                                            | ▲62                                                                             | ▲36                                                                             | ▼1                                                                              | ▼0                                                                              | ▲488                                                                            | ▼741                                                                            | ▲2                                                                              | ▲105                                                                            | ▲28                                                                             |
| 01.12.2023                                                                      | 330 040                                                                         | 5 564                                                                           | 10 372                                                                          | 7 931                                                                           | 912                                                                             | 602                                                                             | 323                                                                             | 324                                                                             | 5 976                                                                           | 10 399                                                                          | 23                                                                              | 1 137                                                                           | 1 567                                                                           |
|                                                                                 |                                                                                 |                                                                                 |                                                                                 |                                                                                 |                                                                                 |                                                                                 |                                                                                 |                                                                                 |                                                                                 |                                                                                 |                                                                                 |                                                                                 |                                                                                 |
| різниця                                                                         | ▲29 970                                                                         | ▲419                                                                            | ▲715                                                                            | ▼551                                                                            | ▼31                                                                             | ▼23                                                                             | ▲6                                                                              | —                                                                               | ▲681                                                                            | ▲931                                                                            | ▼0                                                                              | ▲140                                                                            | ▲142                                                                            |
| 01.01.2024                                                                      | 360 010                                                                         | 5 983                                                                           | 11 087                                                                          | 8 482                                                                           | 943                                                                             | 625                                                                             | 329                                                                             | 324                                                                             | 6 657                                                                           | 11 330                                                                          | 23                                                                              | 1 277                                                                           | 1 709                                                                           |
| різниця                                                                         | ▼26 220                                                                         | ▼339                                                                            | ▼686                                                                            | ▲746                                                                            | ▲33                                                                             | ▲38                                                                             | ▼3                                                                              | —                                                                               | ▼479                                                                            | ▲937                                                                            | ▲1                                                                              | ▲185                                                                            | ▼138                                                                            |
| 01.02.2024                                                                      | 386 230                                                                         | 6 322                                                                           | 11 773                                                                          | 9 228                                                                           | 976                                                                             | 663                                                                             | 332                                                                             | 324                                                                             | 7 136                                                                           | 12 267                                                                          | 24                                                                              | 1 462                                                                           | 1 847                                                                           |
| різниця                                                                         | ▲31 720                                                                         | ▼326                                                                            | ▲887                                                                            | ▲982                                                                            | ▼29                                                                             | ▼35                                                                             | ▲13                                                                             | ▲1                                                                              | ▲709                                                                            | ▲1 107                                                                          | ▲1                                                                              | ▼159                                                                            | ▼69                                                                             |
| 01.03.2024                                                                      | 417 950                                                                         | 6 648                                                                           | 12 660                                                                          | 10 210                                                                          | 1 005                                                                           | 698                                                                             | 345                                                                             | 325                                                                             | 7 845                                                                           | 13 374                                                                          | 25                                                                              | 1 621                                                                           | 1 916                                                                           |
| різниця                                                                         | ▼24 930                                                                         | ▲338                                                                            | ▼661                                                                            | ▼872                                                                            | ▼18                                                                             | ▲46                                                                             | ▼2                                                                              | ▼0                                                                              | ▲912                                                                            | ▲1 378                                                                          | ▲1                                                                              | ▲205                                                                            | ▲141                                                                            |
| 01.04.2024                                                                      | 442 880                                                                         | 6 986                                                                           | 13 321                                                                          | 11 082                                                                          | 1 023                                                                           | 744                                                                             | 347                                                                             | 325                                                                             | 8 757                                                                           | 14 752                                                                          | 26                                                                              | 1 826                                                                           | 2 057                                                                           |
| різниця                                                                         | ▲26 960                                                                         | ▼326                                                                            | ▲746                                                                            | ▲942                                                                            | ▲30                                                                             | ▼36                                                                             | ▼1                                                                              | —                                                                               | ▼781                                                                            | ▲1 423                                                                          | ▼0                                                                              | ▼154                                                                            | ▼69                                                                             |
| 01.05.2024                                                                      | 469 840                                                                         | 7 312                                                                           | 14 067                                                                          | 12 024                                                                          | 1 053                                                                           | 780                                                                             | 348                                                                             | 325                                                                             | 9 538                                                                           | 16 175                                                                          | 26                                                                              | 1 980                                                                           | 2 126                                                                           |
| різниця                                                                         | ▲38 940                                                                         | ▲428                                                                            | ▲880                                                                            | ▲1 160                                                                          | ▲35                                                                             | ▼35                                                                             | ▲9                                                                              | ▲1                                                                              | ▲1 049                                                                          | ▲1 831                                                                          | ▲1                                                                              | ▲201                                                                            | ▲103                                                                            |
| 01.06.2024                                                                      | 508 780                                                                         | 7 740                                                                           | 14 947                                                                          | 13 184                                                                          | 1 088                                                                           | 815                                                                             | 357                                                                             | 326                                                                             | 10 587                                                                          | 18 006                                                                          | 27                                                                              | 2 181                                                                           | 2 229                                                                           |
| різниця                                                                         | ▼35 030                                                                         | ▼359                                                                            | ▼603                                                                            | ▲1 415                                                                          | ▼23                                                                             | ▲59                                                                             | ▼3                                                                              | ▼0                                                                              | ▼1 033                                                                          | ▼1 707                                                                          | ▲1                                                                              | ▲267                                                                            | ▲104                                                                            |
| 01.07.2024                                                                      | 543 810                                                                         | 8 099                                                                           | 15 550                                                                          | 14 599                                                                          | 1 111                                                                           | 874                                                                             | 360                                                                             | 326                                                                             | 11 620                                                                          | 19 713                                                                          | 28                                                                              | 2 448                                                                           | 2 333                                                                           |
| різниця                                                                         | ▲35 680                                                                         | ▼300                                                                            | ▲653                                                                            | ▲1 520                                                                          | ▼21                                                                             | ▼33                                                                             | ▲3                                                                              | —                                                                               | ▲1 348                                                                          | ▲2 103                                                                          | ▼0                                                                              | ▼265                                                                            | ▼74                                                                             |
| 01.08.2024                                                                      | 579 490                                                                         | 8 399                                                                           | 16 203                                                                          | 16 119                                                                          | 1 132                                                                           | 907                                                                             | 363                                                                             | 326                                                                             | 12 968                                                                          | 21 816                                                                          | 28                                                                              | 2 713                                                                           | 2 407                                                                           |
| різниця                                                                         | ▲36 810                                                                         | ▼193                                                                            | ▼557                                                                            | ▼1 517                                                                          | ▲44                                                                             | ▲33                                                                             | ▲5                                                                              | ▲2                                                                              | ▲1 539                                                                          | ▼2 065                                                                          | ▲1                                                                              | ▲278                                                                            | ▲150                                                                            |
| 01.09.2024                                                                      | 616 300                                                                         | 8 592                                                                           | 16 760                                                                          | 17 636                                                                          | 1 176                                                                           | 940                                                                             | 368                                                                             | 328                                                                             | 14 507                                                                          | 23 881                                                                          | 29                                                                              | 2 991                                                                           | 2 557                                                                           |
| різниця                                                                         | ▲38 130                                                                         | ▲291                                                                            | ▲787                                                                            | ▼1 219                                                                          | ▼28                                                                             | ▼23                                                                             | ▼1                                                                              | ▼0                                                                              | ▲1 815                                                                          | ▼1 740                                                                          | ▼0                                                                              | ▲323                                                                            | ▼56                                                                             |
| 01.10.2024                                                                      | 654 430                                                                         | 8 883                                                                           | 17 547                                                                          | 18 855                                                                          | 1 204                                                                           | 963                                                                             | 369                                                                             | 328                                                                             | 16 322                                                                          | 25 621                                                                          | 29                                                                              | 3 314                                                                           | 2 613                                                                           |
| різниця                                                                         | ▲41 980                                                                         | ▼279                                                                            | ▲923                                                                            | ▼1 184                                                                          | ▲40                                                                             | ▲31                                                                             | ▼0                                                                              | ▲1                                                                              | ▼1 766                                                                          | ▲2 417                                                                          | —                                                                               | ▼265                                                                            | ▼15                                                                             |
| 01.11.2024                                                                      | 696 410                                                                         | 9 162                                                                           | 18 470                                                                          | 20 039                                                                          | 1 244                                                                           | 994                                                                             | 369                                                                             | 329                                                                             | 18 088                                                                          | 28 038                                                                          | 29                                                                              | 3 579                                                                           | 2 628                                                                           |
| різниця                                                                         | ▲45 720                                                                         | ▲307                                                                            | ▼899                                                                            | ▼884                                                                            | ▼9                                                                              | ▼25                                                                             | —                                                                               | ▼0                                                                              | ▼1 715                                                                          | ▲2 469                                                                          | —                                                                               | ▼40                                                                             | ▲239                                                                            |
| 01.12.2024                                                                      | 742 130                                                                         | 9 469                                                                           | 19 369                                                                          | 20 923                                                                          | 1 253                                                                           | 1 019                                                                           | 369                                                                             | 329                                                                             | 19 803                                                                          | 30 507                                                                          | 29                                                                              | 3 619                                                                           | 2 852                                                                           |
|                                                                                 |                                                                                 |                                                                                 |                                                                                 |                                                                                 |                                                                                 |                                                                                 |                                                                                 |                                                                                 |                                                                                 |                                                                                 |                                                                                 |                                                                                 |                                                                                 |
| різниця                                                                         | ▲48 670                                                                         | ▼203                                                                            | ▼674                                                                            | ▼609                                                                            | ▼3                                                                              | ▼13                                                                             | —                                                                               | ▲1                                                                              | ▼1 328                                                                          | ▼2 168                                                                          | —                                                                               | ▲53                                                                             | ▼151                                                                            |
| 01.01.2025                                                                      | 790 800                                                                         | 9 672                                                                           | 20 043                                                                          | 21 532                                                                          | 1 256                                                                           | 1 032                                                                           | 369                                                                             | 330                                                                             | 21 131                                                                          | 32 675                                                                          | 29                                                                              | 3 672                                                                           | 3 003                                                                           |
| різниця                                                                         | ▼48 240                                                                         | ▲230                                                                            | ▼610                                                                            | ▲961                                                                            | ▲10                                                                             | ▲18                                                                             | —                                                                               | ▲1                                                                              | ▲2 563                                                                          | ▲2 954                                                                          | —                                                                               | ▲55                                                                             | ▼51                                                                             |
| 01.02.2025                                                                      | 839 040                                                                         | 9 902                                                                           | 20 653                                                                          | 22 493                                                                          | 1 266                                                                           | 1 050                                                                           | 369                                                                             | 331                                                                             | 23 694                                                                          | 35 629                                                                          | 29                                                                              | 3 727                                                                           | 3 054                                                                           |
| різниця                                                                         | ▼36 570                                                                         | ▲331                                                                            | ▼596                                                                            | ▲1 415                                                                          | ▲38                                                                             | ▲38                                                                             | ▲1                                                                              | —                                                                               | ▲3 708                                                                          | ▲3 472                                                                          | —                                                                               | ▼36                                                                             | ▼31                                                                             |
| 01.03.2025                                                                      | 875 610                                                                         | 10 233                                                                          | 21 249                                                                          | 23 908                                                                          | 1 304                                                                           | 1 088                                                                           | 370                                                                             | 331                                                                             | 27 402                                                                          | 39 101                                                                          | 29                                                                              | 3 763                                                                           | 3 085                                                                           |
| різниця                                                                         | ▲41 160                                                                         | ▼273                                                                            | ▲607                                                                            | ▲1 644                                                                          | ▲43                                                                             | ▼35                                                                             | ▼0                                                                              | ▲4                                                                              | ▲4 060                                                                          | ▲3 545                                                                          | —                                                                               | ▼24                                                                             | ▲38                                                                             |
| 01.04.2025                                                                      | 916 770                                                                         | 10 505                                                                          | 21 856                                                                          | 25 552                                                                          | 1 347                                                                           | 1 123                                                                           | 370                                                                             | 335                                                                             | 31 462                                                                          | 42 646                                                                          | 29                                                                              | 3 787                                                                           | 3 123                                                                           |
| різниця                                                                         | ▼36 420                                                                         | ▼227                                                                            | ▼508                                                                            | ▼1 584                                                                          | ▼28                                                                             | ▼25                                                                             | —                                                                               | ▼0                                                                              | ▼2 939                                                                          | ▲4 104                                                                          | —                                                                               | ▲82                                                                             | ▲73                                                                             |
| 01.05.2025                                                                      | 953 190                                                                         | 10 732                                                                          | 22 364                                                                          | 27 136                                                                          | 1 375                                                                           | 1 148                                                                           | 370                                                                             | 335                                                                             | 34 401                                                                          | 46 750                                                                          | 29                                                                              | 3 869                                                                           | 3 196                                                                           |
| різниця                                                                         | ▼35 370                                                                         | ▼140                                                                            | ▼292                                                                            | ▼1 391                                                                          | ▼26                                                                             | ▼25                                                                             | ▲2                                                                              | ▲1                                                                              | ▲3 965                                                                          | ▼3 575                                                                          | —                                                                               | ▼34                                                                             | ▼72                                                                             |
| 01.06.2025                                                                      | 988 560                                                                         | 10 872                                                                          | 22 656                                                                          | 28 527                                                                          | 1 401                                                                           | 1 173                                                                           | 372                                                                             | 336                                                                             | 38 366                                                                          | 50 325                                                                          | 29                                                                              | 3 903                                                                           | 3 268                                                                           |
| різниця                                                                         | ▼32 420                                                                         | ▼111                                                                            | ▼272                                                                            | ▼1 227                                                                          | ▲26                                                                             | ▼17                                                                             | ▲48                                                                             | ▲4                                                                              | ▲4 574                                                                          | ▼3 371                                                                          | —                                                                               | ▼18                                                                             | ▲168                                                                            |
| 01.07.2025                                                                      | 1 020 980                                                                       | 10 983                                                                          | 22 928                                                                          | 29 754                                                                          | 1 427                                                                           | 1 190                                                                           | 420                                                                             | 340                                                                             | 42 940                                                                          | 53 696                                                                          | 29                                                                              | 3 921                                                                           | 3 436                                                                           |
| різниця                                                                         | ▲33 220                                                                         | ▼85                                                                             | ▼140                                                                            | ▼1 190                                                                          | ▼24                                                                             | ▼13                                                                             | ▼1                                                                              | ▼0                                                                              | ▲6 117                                                                          | ▼3 198                                                                          | —                                                                               | ▼14                                                                             | ▼115                                                                            |
| 01.08.2025                                                                      | 1 054 200                                                                       | 11 068                                                                          | 23 068                                                                          | 30 944                                                                          | 1 451                                                                           | 1 203                                                                           | 421                                                                             | 340                                                                             | 49 057                                                                          | 56 894                                                                          | 29                                                                              | 3 935                                                                           | 3 551                                                                           |

### Найбільші підтверджені втрати у одному бою чи місцевості

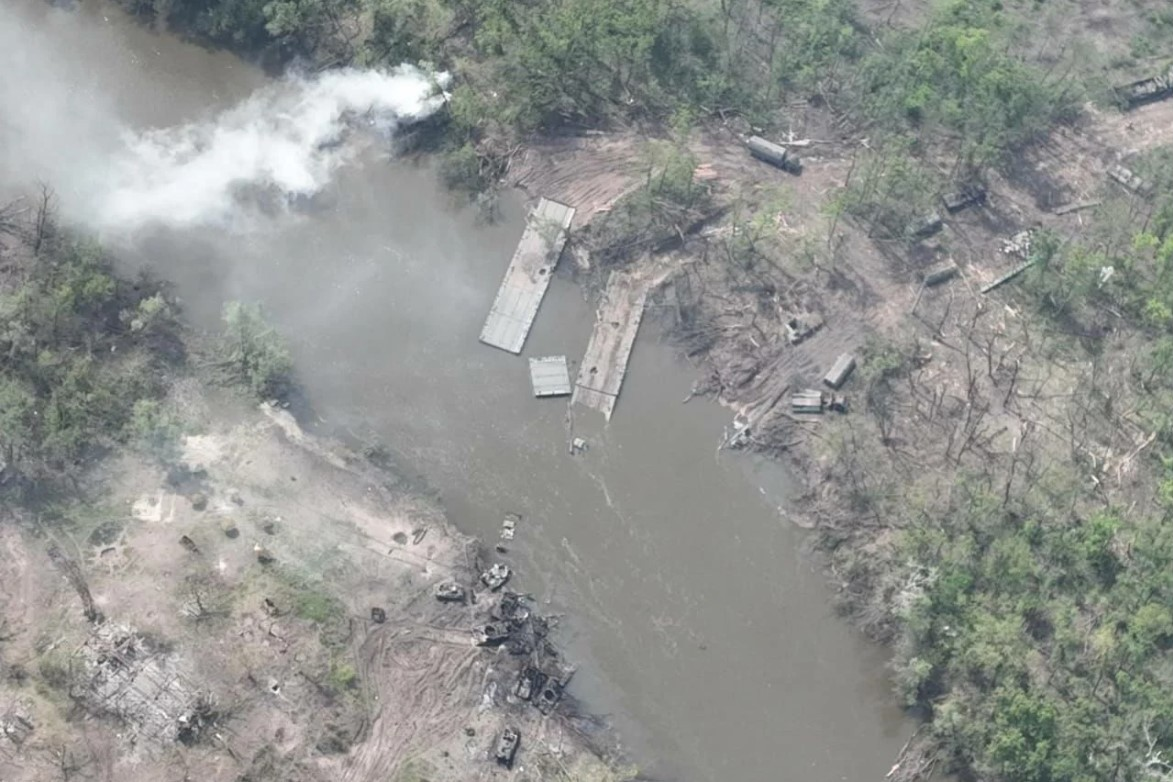
Розбита російська переправа через Сіверський Донець

Втрати російської авіації у перший день повномасштабного вторгнення
24 лютого 2022 року, у перший день повномасштабного вторгнення, протягом доби було знищено щонайменше шість одиниць російської авіації: два літаки, Ан-26 та Су-25 визнані втраченими російською стороною, один Ка-52 здійснив вимушену посадку і був згодом захоплений Україною, ще один Ка-52 з номером RF-91122 був знищений у Гостомелі, там же був також знищений Мі-35 з номером RF-13024 і один Мі-24 з номером RF-95290 було піднято з дна Київського водосховища 6 травня 2022, який по даті смерті пілота було ідентифіковано як втрата 24 лютого. Також відомо про одного ліквідованого у цей день командира вертолітної ланки 18 браа на невстановленому борту.
Втрати російської авіації 5 березня 2022 року
5 березня 2022 протягом доби було знищено щонайменше пʼять одиниць російської авіації: збиті у бою Су-34 з номером RF-81879 у небі над Черніговом, Мі-35М з номером RF-13017 на Миколаївщині, Мі-8АМТШ з номером RF-91165 у Одеській області, Мі-24П з номером RF-95286 у Київській області, та Су-30СМ біля Очакова.
Втрати у ході обстрілів Чорнобаївки
Згідно із опублікованих супутникових знімків, 7 та 15 березня 2022 щонайменше 13 гелікоптерів (2 Ка-52, по одному Мі-8 та Мі-28 і ще 8 не встановленого типу) було знищено від ракетних та артилерійських атак ЗСУ по аеропорту «Херсон», ще 10 — ймовірно були пошкоджені.
Знищення крейсера «Москва»
14 квітня 2022 внаслідок знищення крейсера «Москва» окрім самого крейсера водотоннажністю 11 280 т., що був флагманом Чорноморського флоту ВМФ Росії загинуло та пропало без вісти щонайменше 37 осіб що перебували на борту. Пропавші без вісти визнані загиблими рішенням російського суду у листопаді 2022 року.
Втрати при спробі форсування Сіверського Донця 8-13 травня 2022 року
8—13 травня 2022 під час форсування Сіверського Донця російськими військовими було втрачено щонайменше 110 одиниць техніки.
Ракетний удар по Макіївці 31 грудня 2022 року
31 грудня 2022 було завдано ракетного удару по місцю дислокації новоприбулих російських окупантів у будівлі ПТУ № 19 на Кремлівській вулиці, де загинуло, за даними української сторони, близько 400—500 росіян, а ще триста зазнали поранень.
Спроба наступу на Вугледар у січні-лютому 2023 року
Російські війська втратили щонайменше 137 одиниць техніки, в тому числі 36 одиниць танків з 26 січня по 27 лютого 2023.
Знищення чотирьох одиниць авіації у небі Стародубщини 13 травня 2023 року
13 травня 2023 року протягом години у Брянській області було знищено два гелікоптери Мі-8 та винищувач Су-35 і бомбардувальник Су-34.
Знищення пʼяти 2С19 «Мста-С» у Донецькій області 14 червня 2023 року
14 червня біля Новопетриківки Донецької області було знищено щонайменше 5 самохідних гаубиць 2С19 «Мста-С».
Авіація втрачена у ході заколоту ПВК «Вагнер» 23-24 червня 2023 року
Впродовж 23-24 червня в ході заколоту ПВК «Вагнер» було знищено щонайменше 5 одиниць авіації (два Мі-8МТПР знищених у Луганській та Воронезькій областях, Іл-22М11 з номером RA-75917 та Ка-52 з номером RF-13418 у Воронезькій області та Мі-8 місце падіння якого не вставновлено), пошкоджено ще 3 (Мі-8МТПР, Мі-35М та Мі-28), загинуло до 20 членів екіпажів.
Наступ на Авдіївку з жовтня 2023 року
Починаючи з 12 жовтня, росіяни втратили щонайменше 241 одиницю військової техніки (станом на 17 листопала) навколо міста Авдіївка. 334 одиниці техніки станом на 15 грудня 2023. На відео, опублікованому 10 грудня повідомляється про, начебто, втраченого 61 російського солдата із підрозділу чисельністю 75 осіб за декілька днів. Станом на 12 грудня відомо про щонайменше 13 000 загиблих та поранених російських солдатах у боях за Авдіївку. 13 грудня було опубліковане відео де в одній лісосмузі задокументовані тіла близько 100 загиблих російських військових.
30 квітня було опубліковане ще відео де в одній лісосмузі довжиною ~400 метрів задокументовано мертві тіла близько 80 загиблих російських військових.
Ракетні удари на аеродроми в Луганську та Бердянську 17 жовтня 2023 року
Згідно зображень із супутникових знімків, щонайменше 7 Ка-52 та 2 Мі-8 було знищено наслідок удару, ще щонайменше 8 Ка-52 та 7 Мі-8 було пошкоджено.
Втрати під час боїв за село Кринки взимку 2023-24 року
Повідомляється, що протягом світлого часу 9-го грудня росіяни втратили 4 танки, 2 БМД та 4 БТР підтверджених на відео. Станом на 5 січня 2024 року OSINT-ери зафіксовали щонайменше 152 одиниці втраченої техніки російських військових, у тому числі три вогнеметні системи ТОС-1. Станом на 19 січня зафіксовано 170 одиниць знищеної техніки та пʼять ТОС-1. Понад 230 одиниць станом на березень.
Ураження чотирьох гелікоптерів 24 березня 2025 року
Реактивна система залпового вогню HIMARS знищила чотири гелікоптери росіян у Бєлгородській області. Гелікоптери – два Ка-52 та два Мі-8 – були знищені під час стоянки на польовому аеродромі, де здійснювалося їхнє обслуговування, поповнення боєкомплекту та заправка.

### Оцінки третіх країн
4 січня 2023 року була оприлюднена озвучена у листопаді інформація директором військового штабу Євросоюзу про те що Росія втратила (загиблими і пораненими) понад 250 000 військових і 60% своїх танків.
22 січня 2023 року голова Збройних сил Норвегії оцінив втрати російських військ у 180 000 вбитих і поранених.
3 лютого 2023 року The New York Times з посиланням та американських та західних офіційних осіб повідомила про 200 000 вбитих і поранених російських військових в Україні.
17 лютого 2023 року The Wall Street Journal повідомила з посиланням на міністра оборони Великої Британії оцінку у 60 000 вбитих та 200 000 поранених російських військових (не враховуючи мобілізованих на території ОРДЛО).
13 березня 2023 року стало відомо що Британська розвідка оцінює рівень втрат серед найманців ПВК «Вагнер» у 50%.
19 листопада 2023 року у Великій Британії розкрили оцінку втрат росіян у війни проти України у 302 000 вбитих або поранених.
7 грудня 2024 року президент США Дональд Трамп прокоментувавши наступ сирійських повстанців, зазначив, що Росія не може його зупинити через те, що «загрузла в Україні» і втратила там понад 600 000 своїх солдатів.

### Втрати рідкісної техніки

#### С-400
31 травня 2023 року було знищено пункт бойового управління 55К6Е від ЗРК С-400, а 10 липня було знищено російську самохідну пускову установку 5П85СМ2-1 та багатофункціональний радар 92Н6A зі складу ще одного С-400. 23 серпня на мисі Тарханкут було знищено щонайменше дві пускові установки 5П85СМ2-1. 14 вересня біля Євпаторії було знищено щонайменше ще дві машини комплексу С-400 (в тому числі одна пускова установка 5П85Т2).
20 квітня 2024 року було завдано ракетного удару по засобах (РЛС і командний пункт ЗРК) комплексу С-400. 23 квітня новим ракетним ударом були уражені засоби (РЛС) комплексу С-400 біля населеного пункту Запорізьке Донецької області.

#### Інше
30 вересня 2022 року, згідно некрологів у російських ЗМІ, був ліквідований водій-заправник БРК «Бастіон», хоча візуального підтвердження втрат цього комплексу ще немає.
18 травня 2023 року, згідно некрологів у російських ЗМІ, був ліквідований оператор комплексу розвідки 1Б75 «Пеніцилін», хоча візуального підтвердження втрат цього комплексу ще немає.
| назва               | тип                                       | к-ть | подробиці |
| ------------------- | ----------------------------------------- | ---- | --- |
| Р-934Б «Синиця»     | станція РЕБ                               | 4    | станом на 16 червня 2023 було знищено чотири станції РЕБ Р-934Б «Синиця» (розробка виготовлена у обмеженій кількості)                                                       |
| ІСДМ «Зємлєдєліє»   | машина дистанційного мінування            | 2    | станом на 22 червня 2023 було знищено дві машини дистанційного мінування ІСДМ «Зємлєдєліє» (розробка виготовлена у обмеженій кількості)                                     |
| 1Л219 «Зоопарк»     | комплекс РЛС                              | 17   | станом на 3 листопада 2023 українські військові за декілька місяців літа-осені знищили щонайменше 4 контрбатарейні комплекси 1Л219 «Зоопарк», (17 з початку вторгнення)     |
| ТОС-1               | вогнеметна РСЗВ                           | 20   | станом на 25 січня 2024 року знищено чи захоплено 20 (з них 2 пошкоджено) ТОС-1                                                                                             |
|                     |                                           |      | |
| БМПТ-72 «Термінатор | бойова машина підтримки танків.           | 1    | українські військові знищили першу російську машину підтримки танків «Термінатор» під Кремінною на Луганщині                                                                |
| «Палантин»          | комплекс РЕБ                              | 3    | відомо про перший знищений комплекс РЕБ «Палантин» не пізніше 14 вересня 2022 року                                                                                          |
| «Палантин-К»        | комплекс РЕБ                              | 3    | підрозділ аеророзвідки та артилеристи 128 ОГШБр знищили російський комплекс РЕБ «Палантин-К» (розробка 2019 року виготовлена у обмеженій кількості) біля села Українка      |
| «Палантин»          | комплекс РЕБ                              | 3    | українські військові знищили російський комплекс РЕБ «Палантин» на Запорізькому напрямку                                                                                    |
| Р-934УМ             | автоматизована станція перешкод           | —    | ракетно-артилерійським ударом було знищено автоматизовану станцію перешкод Р-934УМ (розробка 2008 року)                                                                     |
| 1Л119 «Небо-СВУ»    | радіолокаційна станцій                    | —    | було оприлюднено відео знищення РЛС метрового діапазону хвиль 1Л119 «Небо-СВУ» (представлено на виставці у 2017 році)                                                       |
| МКТК-1А «Дзюдоїст»  | станція РЕБ                               | —    | український підрозділ аеророзвідки виявив станцію МКТК-1А «Дзюдоїст» (розробка 2012 року виготовлена у обмеженій кількості) та скоригував на неї артилерію у селі Лиманівка |
| 2С40 «Флокс»        | САУ                                       | 2    | 6 жовтня 2023, через день після передачі першої партії, було знищено першу САУ 2С40 «Флокс», 29 березня 2024 другу                                                          |
| БМП-1У «Шквал»      | бойова машина піхоти                      | —    | 15 листопада 2023 стало відомо що ЗСУ знищили першу БМП-1У «Шквал», захоплену росіянами ще під час війни в Грузії (опісля знаходилась на зберіганні як експонат)            |
| ІМР-1               | інженерна машина розгородження            | 2    | 21 листопада 2023 стало відомо про дві задокументовані знищені інженерні машини розгородження ІМР-1                                                                         |
| 1К148 «Ястреб-АВ»   | комплекс артилерійської розвідки          | 2    | 2 січня 2024 знищено перший 1К148 «Ястреб-АВ» (розробка виготовлена у обмеженій кількості), про перше застосування якого у зоні б/д того ж дня повідомлено в російських ЗМІ |
| РБ-109A «Биліна»    | комплекс РЕБ                              | —    | 13 січня 2024 ЗСУ зафіксували перше ураження найновітнішого російського комплексу РЕБ РБ-109A «Биліна»                                                                      |
| А-50У               | літак дальнього радіолокаційного стеження | —    | 14 січня 2024 Повітряні сили України стали першими хто збив літак ДРЛВ у 21 сторіччі, ним став російський А-50У                                                             |
| ЗСА-Т               | бронеавтомобіль медичної евакуації        | 1    | 22 січня 2024 українські військові вперше знешкодили рідкісну російську санітарну бронемашину тактичної ланки ЗСА-Т                                                         |
| «Каста-2Е2»         | комплекс РЛС                              | 1    | 13 лютого 2024 бійці Головного управління розвідки знищили російську радіолокаційну станцію «Каста-2Е2» на кордоні з РФ                                                     |
| «Гібка-С»           | ЗРК                                       | 1    | 18 лютого Збройні сили України знищили рідкісний російських мобільний ЗРК «Гібка-С» на Авдіївському напрямку                                                                |
| ВТЗ «Ладога»        | спеціальна командно-штабна машина         | 1    | 26 березня було вперше уражено ВТЗ «Ладога» |
| БТМ-3               | важка землерийна машина                   | 2    | 17 квітня було оприлюднено відео знищення другої машини БТМ-3 |
| «Спартак»           | MRAP                                      | 1    | 13 липня вперше було уражений новий, представлений на параді 2023 року бронеавтомобіль класу MRAP                                                                           |
| КамАЗ АМН-БВП 4385  | бронеавтомобіль                           | 1    | 20 серпня вперше було зафіксоване ураження бронемашини, що була представлена на російській виставці озбоєнь «Армія-2023»                                                    |
| «Сапфір»            | комплекс РЕБ                              | 1    | 28 серпня оператори Сил спеціальних операцій Збройних Сил України знищили російський комплекс радіоелектронної боротьби «Сапфір» на Курщині                                 |
| 39Н6 «Каста 2Е2»    | РЛС                                       | 3    | дронами ГУР у березні 2025 року було знищено три РЛС цього типу |
| 1Л125 «Ніобій-СВ»   | РЛС                                       | 2    | дронами ГУР у березні 2025 року було знищено дві РЛС цього типу |
| 48Я6-К1 «Подльот»   | РЛС                                       | 2    | дронами ГУР у березні 2025 року було знищено дві РЛС цього типу |